# 国会議事堂 (ドイツ)
国会議事堂（こっかいぎじどう、 Reichstagsgebäude）は、ドイツの首都ベルリン・ミッテ区にある議事堂。
1894年から帝政ドイツ、ヴァイマル共和国を通じて下院の議事堂として機能したが、1933年に不審火によって炎上した。1999年に修復され、現在はドイツ連邦議会の議場が置かれている。

## 名称
Reichstagsgebäudeは、神聖ローマ帝国皇帝の臨席する大会議の名称として使われ始め、国制が変わってもドイツ民族に連綿として受け継がれた Reichstag （ライヒスターク、国会）の歴史的意識と、建物を意味する Gebäude の二つの単語から成る複合名詞である。
東西ドイツ統一の後、旧ドイツ国会議事堂は全面的に修復され、1999年にライン河畔のボンにあった連邦議会がこの建物に移転した。この際、建物の名称を Reichstagsgebäude （国会議事堂）から Bundestagsgebäude （連邦議会議事堂）と変更する動きがあったが、Reichstagsgebäude am Sitz des Deutschen Bundestags （訳語として無理があるが 「ドイツ連邦議会の置かれた国会議事堂」）という表現を作ることでReichstagsgebäudeという歴史的名称を残した。

## 沿革

### 帝政ドイツ時代

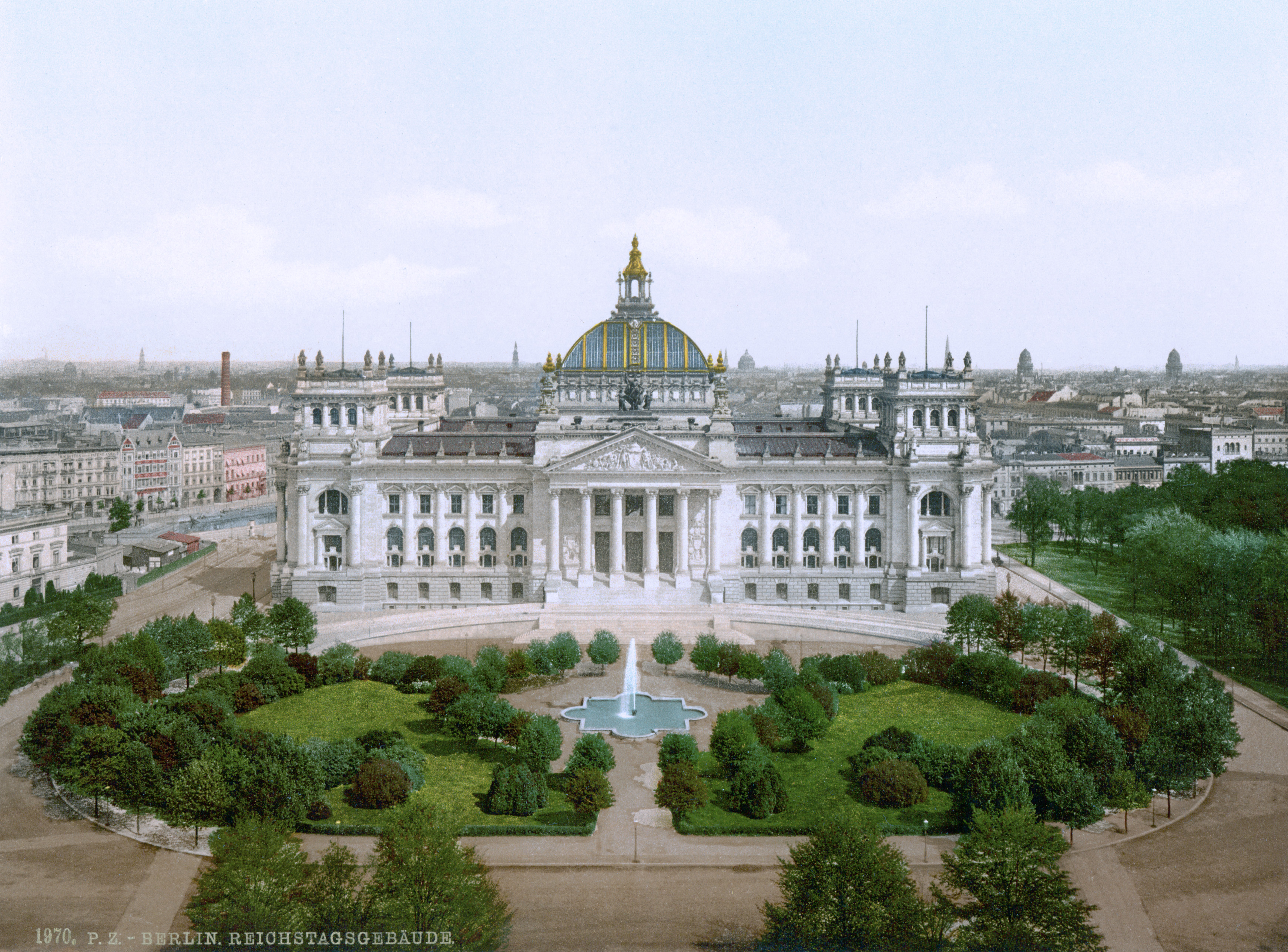
国会議事堂 1900年頃

1871年に統一ドイツが誕生して以来、国会（ライヒスターク）は既存の建物を転々としながら開催されていた。新しい国会議事堂の必要性が叫ばれ、その場所としてベルリン市街地の西にある国王広場（ケーニヒスプラッツ、現在の共和国広場）の東側が選定された。建築設計競技が行われ、ルートヴィヒ・ボーンステット（Ludwig Bohnstedt）の案が優勝したが、予定地にあったポーランド出身のプロイセン外交官・ラチンスキ伯爵の邸宅の買収が進まないうえに、巨額の費用を要する建設には当時の皇帝ヴィルヘルム1世や首相オットー・フォン・ビスマルクらが賛成せず、建設計画は宙に浮いた。
1881年にようやく議会は予定地の買収を決めたが、10年前のボーンステット案に替えて新しい建築案を選定する機運が高まった。1882年、改めて建築設計競技が行われ、189件の応募案の中からパウル・ヴァロット（de:Paul Wallot）の案が選ばれた。1884年、最初の礎石を皇帝が置き建設が始まり、10年の歳月をかけて1894年に完成した。当時、建物頂上の鉄とガラスのドームは最先端技術の粋といわれた。

### ヴァイマル共和政およびナチス・ドイツ時代

英米軍の空襲とベルリン攻防戦で破壊された国会議事堂（1945年6月3日撮影）

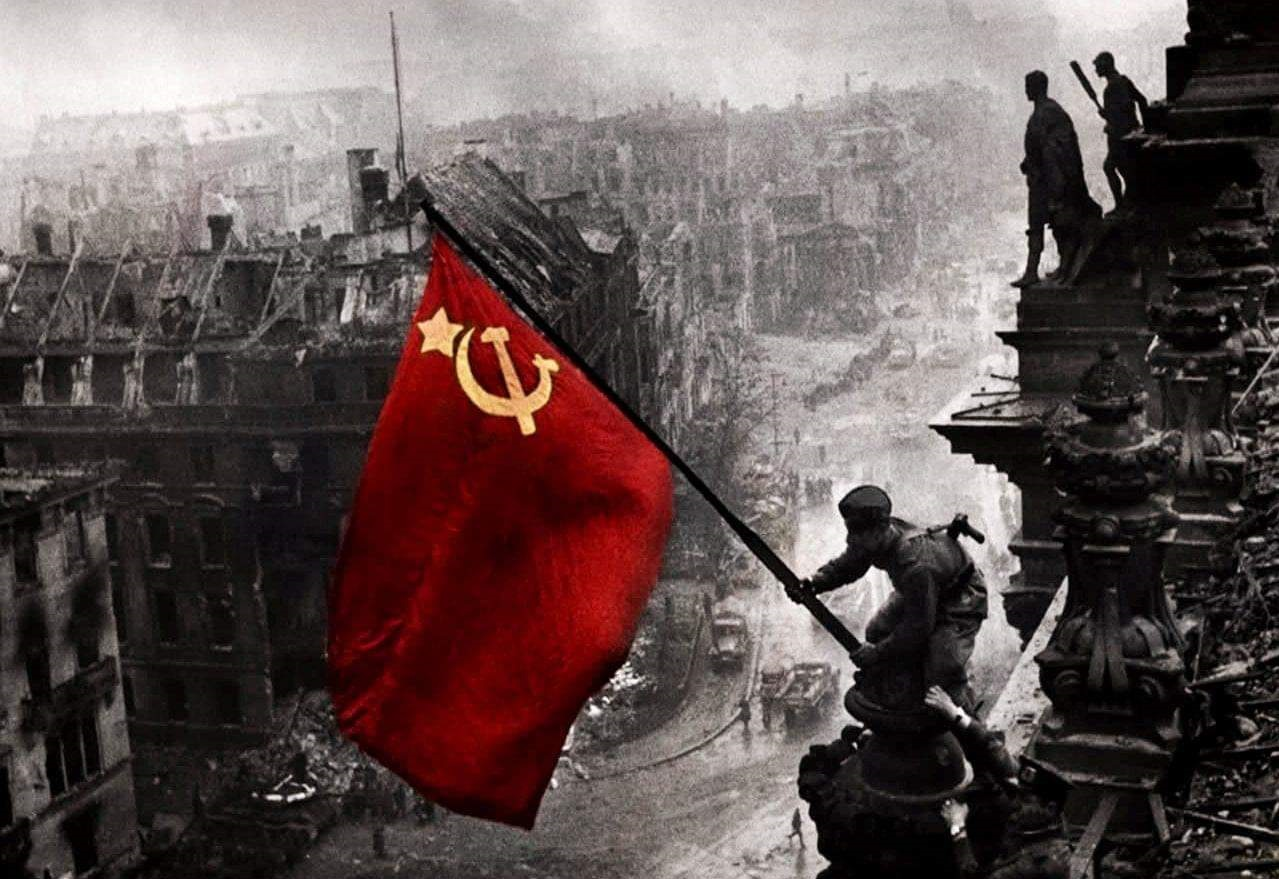
ライヒスタークの赤旗

1918年、ドイツ革命の際、この建物のバルコニーからドイツ社会民主党のフィリップ・シャイデマンによってドイツ共和国宣言がなされた。ヴァイマル共和政期も国の正式名称は Deutsches Reich （ドイツ国）であり、議会の名称も Reichstag（国会） のままであったため、この建物は Reichstagsgebäude （国会議事堂）と呼ばれ続けた。
アドルフ・ヒトラーが1933年1月30日に首相となり、翌月27日に国会議事堂は謎の出火で炎上した。この国会議事堂放火事件をきっかけに、ヒトラーは老齢の大統領パウル・フォン・ヒンデンブルクに「ドイツ国民と国家を保護するための大統領令」を発布させ、ヴァイマル憲法によって認められた基本的人権や労働者の権利のほとんどを停止させ、共産党や社会民主党に対して激しい妨害を加えた。3月5日の国会議員選挙の結果、ナチ党は43.9%の得票率により、議員数は288名を数えるというヴァイマル共和政始まって以来の大勢力となったが、単独過半数には及ばなかった。しかし連立を組むドイツ国家人民党を加えれば過半数となる上、当選した共産党の議席を事実上認めない措置によって、国会の権力を握ることに成功した。
国会議事堂が全焼したために国会開会式は3月21日にポツダムのフリードリヒ大王の墓所のある衛戍教会にヒンデンブルク大統領の臨席の下に厳かに行われた。一日おいて3月23日、国王広場を挟んで議事堂の向かい側にあったクロル・オペラ劇場を臨時国会議事堂にあて国会審議が始まり、全権委任法が国家人民党、中央党の協力の下に三分の二以上の賛成票を得て承認された。この後、ナチ党は政党を次々と解体して同年7月14日には一党独裁体制を確立し、国会は政府の行動に賛成するのみの存在になった。
ナチス・ドイツ時代、国会はほとんど開かれず、全焼した国会議事堂の修復はまったく行われなかった。臨時国会議事堂にあてられたクロル・オペラ劇場も第二次大戦を生き延びることは出来ず、空襲で全壊した。
第二次世界大戦中、半ば崩れた国会議事堂は1943年のベルリン大空襲の被害を受け、1945年のベルリン市街戦では、武装親衛隊の強力な抵抗拠点の一つとなっていたため赤軍の主要な攻撃目標とされ、さらに徹底的に破壊された。国会議事堂の屋根にソ連兵がソ連国旗を掲げる写真（ライヒスタークの赤旗）は、ベルリン陥落を象徴するよく知られた一枚である（天候の関係から制圧の翌々日に撮影したものだという説もある）。なお、議事堂内部には、当時のソ連兵が残した落書きが現在も保存されている。

### 分断と再統合

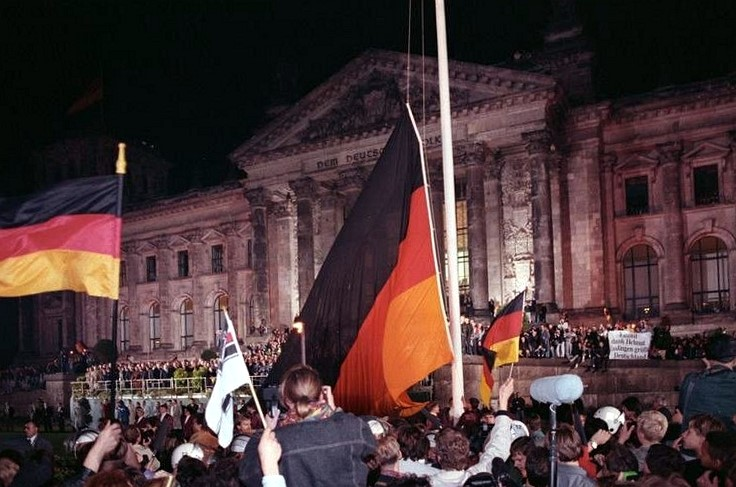
旧国会議事堂前で行われた東西ドイツ統一記念式典（1990年10月3日）

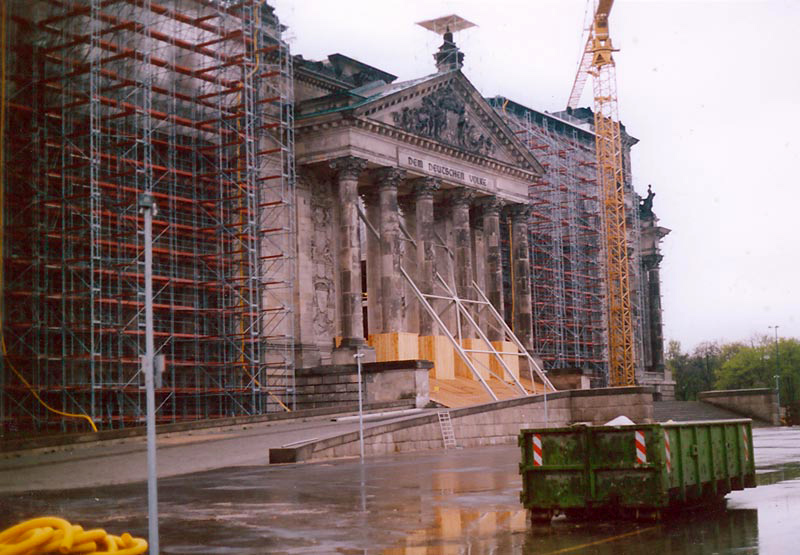
改装中の国会議事堂（1995年）

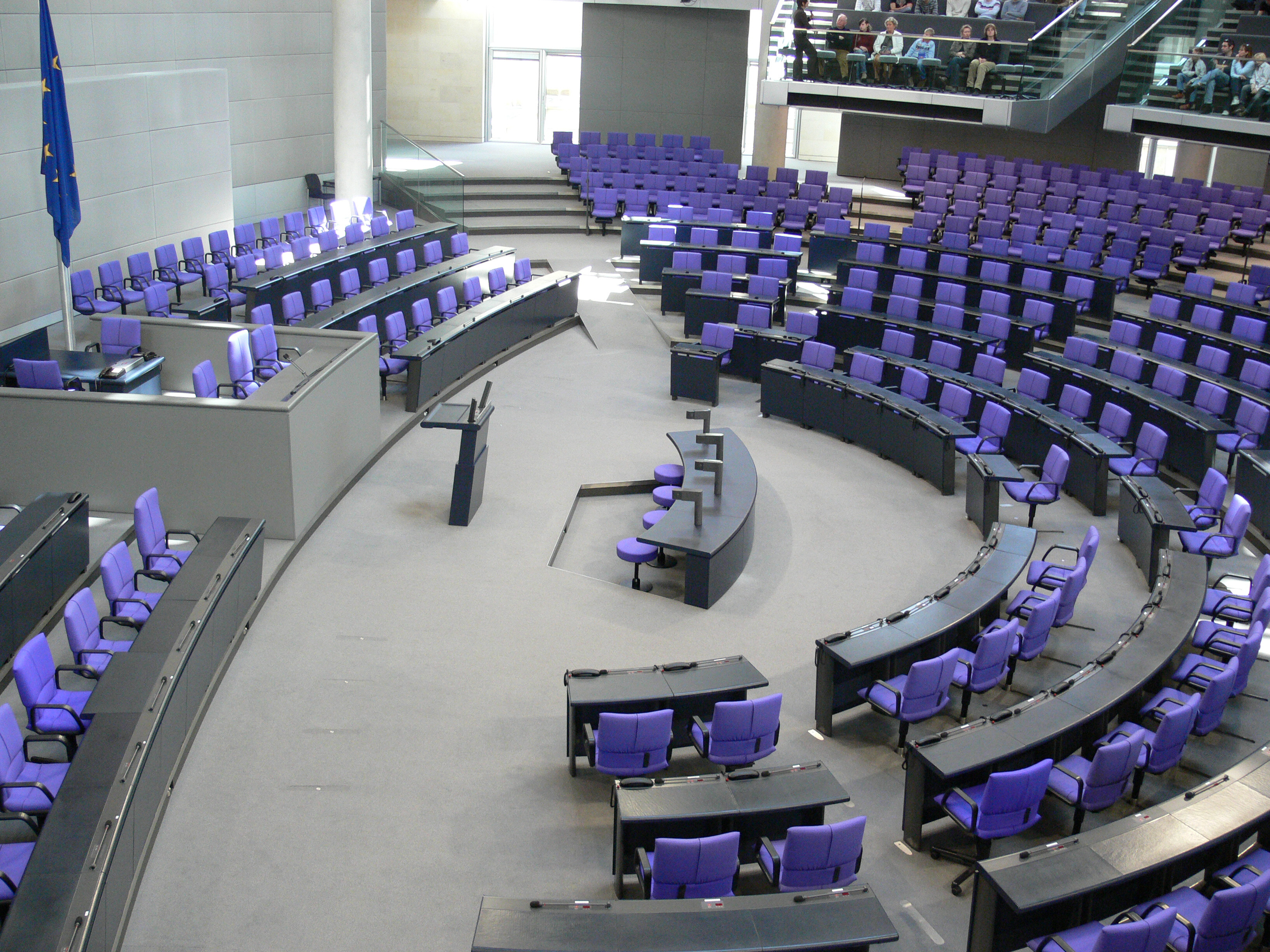
連邦議会の議場

第二次世界大戦後ドイツはドイツ連邦共和国（西ドイツ）とドイツ民主共和国（東ドイツ）に分断された。西ドイツではライン河畔の臨時首都ボンに「ドイツ連邦議会議場」が建設され、連邦議会はそちらへ移転した。一方この地域一帯は西ベルリン地区に属したため、東ドイツ人民議会もここを使用できず、ベルリンの旧国会議事堂は単なる廃墟となった。1956年、この建物を巡る国会審議ではこの建物は取り壊されないことになったが、再建されることもなかった。1964年、建築設計競技により、パウル・バウムガルテンの設計で、内部が利用できるよう部分修復が行われたが、実際に連邦議会が使用する案は東側を刺激するとの理由で実現しなかった（東ドイツは、西ベルリンを含むベルリン市全体が首都であると主張していたため）。以後、ドイツ再統一までドイツの歴史を問う内容の常設展示の会場として主に利用されていた。
1990年10月3日、ドイツ再統一の式典は修復前の旧国会議事堂で開催され、東西両国首脳らが集まり夜には花火も上がるなど一大行事となった。翌日には統一ドイツ議会がここで開催された。
統一後の首都および連邦議会の設置場所等をめぐる激しい議論はあったが、ベルリンに首都機能を戻すことになったため、ベルリンの旧国会議事堂を連邦議会の議事堂として新たに利用することが決まり、大規模な修復に着手し1999年に完成した。

## 構造

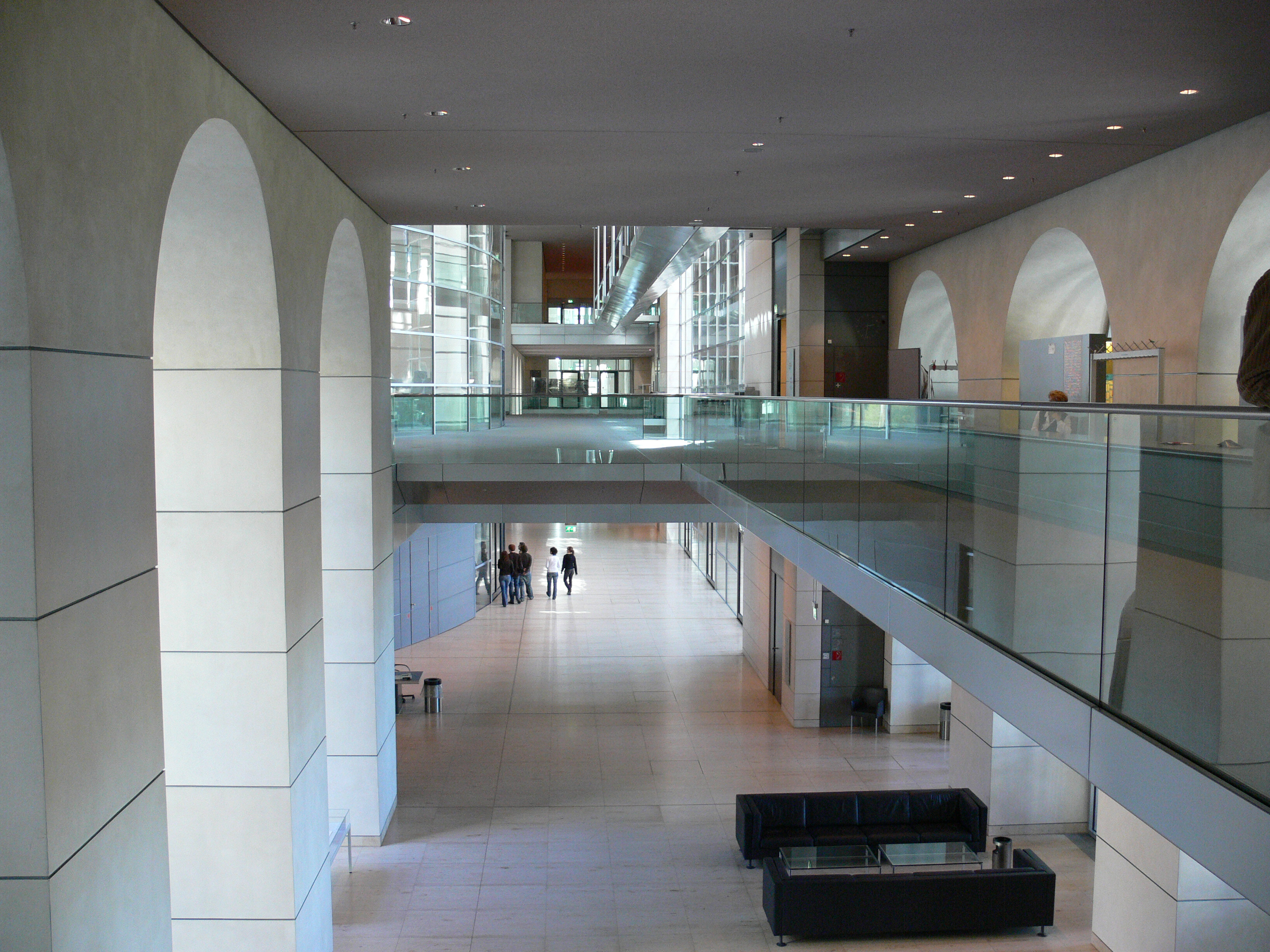
議事堂内部のホール

修復の設計を担当したのは1992年の建築設計競技で勝利したイギリス人建築家ノーマン・フォスターである。
当初の案にあった、議事堂および広場すべてを覆うガラスの巨大な平屋根などは変更されて現在の姿になった。修復工事では、外壁以外のすべてが一旦取り払われる大改造を受けた。中央の巨大なガラス張りのドームは19世紀末の議事堂建設時のガラスドームの存在を意識しているが、特徴的かつ斬新なデザインで、国会議事堂の見学に訪れる観光客も非常に多い。

### 屋上ドーム

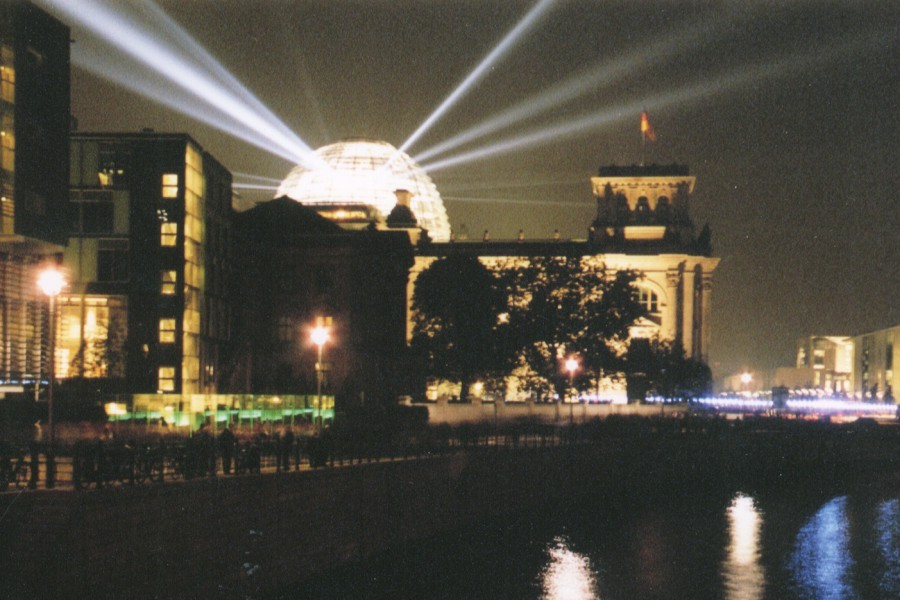
夜間、光を放つ屋上ドーム

ドーム中は見学者のための通路が巡らされており、屋上からはベルリン市街が望め、かつ眼下に議場が覗けるようになっている。また、ガラス張りの議場にも上のドームから天然光が降り注ぎ、石造建築の屋内にもかかわらず開放感があり、ドーム内の見学者に常時会議を公開し開かれた議会政治をアピールしている。ドームのガラスは太陽の動きにあわせて常に角度を変え、直射日光を議場に入れず、かつ議場を常に明るい光で満たすよう設計されている。ドームはベルリン観光の目玉となっており、22時まで開館している。警備は厳重であるが、観光シーズンには入場待ちの長蛇の列ができる。

### 内部
国会議事堂内部は明快で簡素な現代風オフィスとなっている。広い壁面を利用し現代美術家の作品が各所に展示され、美術館のようになっている。
このように「環境に配慮し文化的で、市民に開放された今日のドイツ政治」というイメージを議事堂によってアピールしている。

## ギャラリー

### 外観

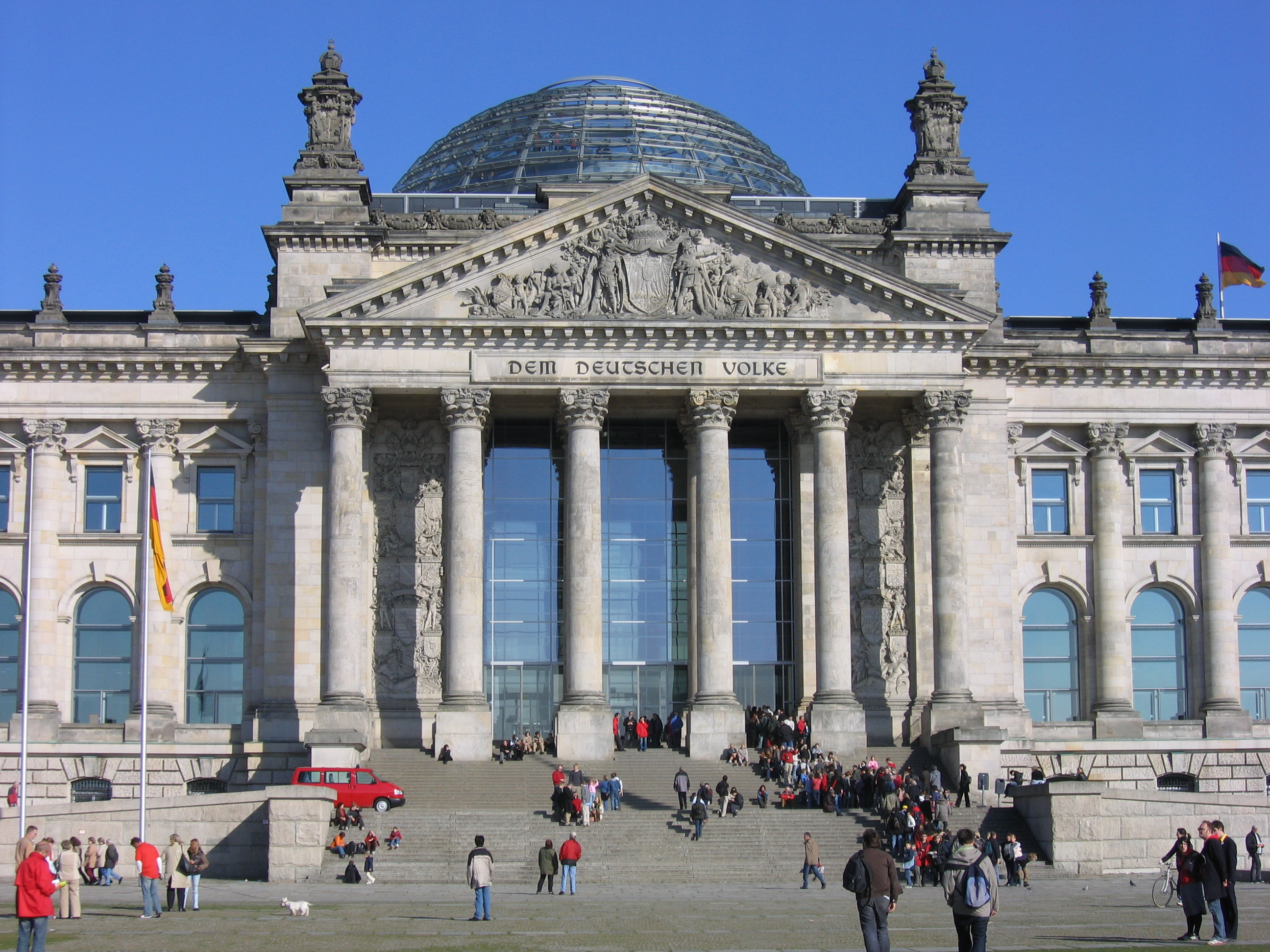
正面細部、「Dem Deutschen Volke」（ドイツの人々のために）の碑文
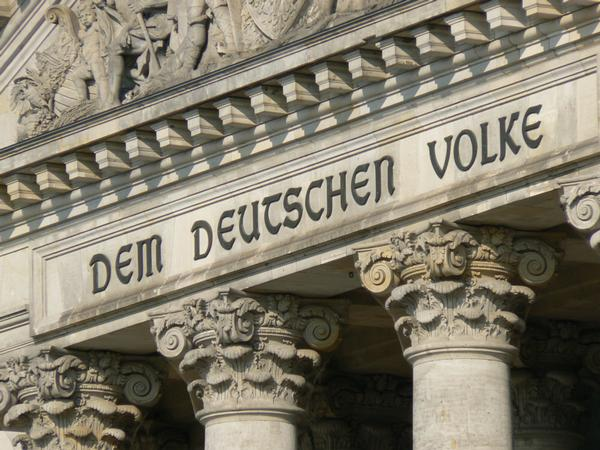
「Dem Deutschen Volke」（ドイツの人々のために）の碑文
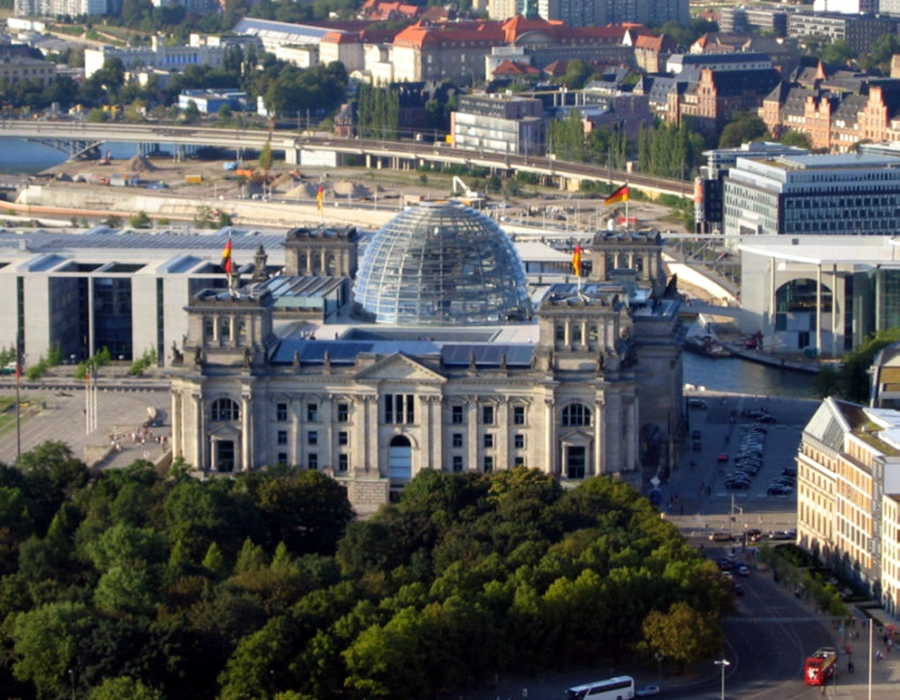
上空から
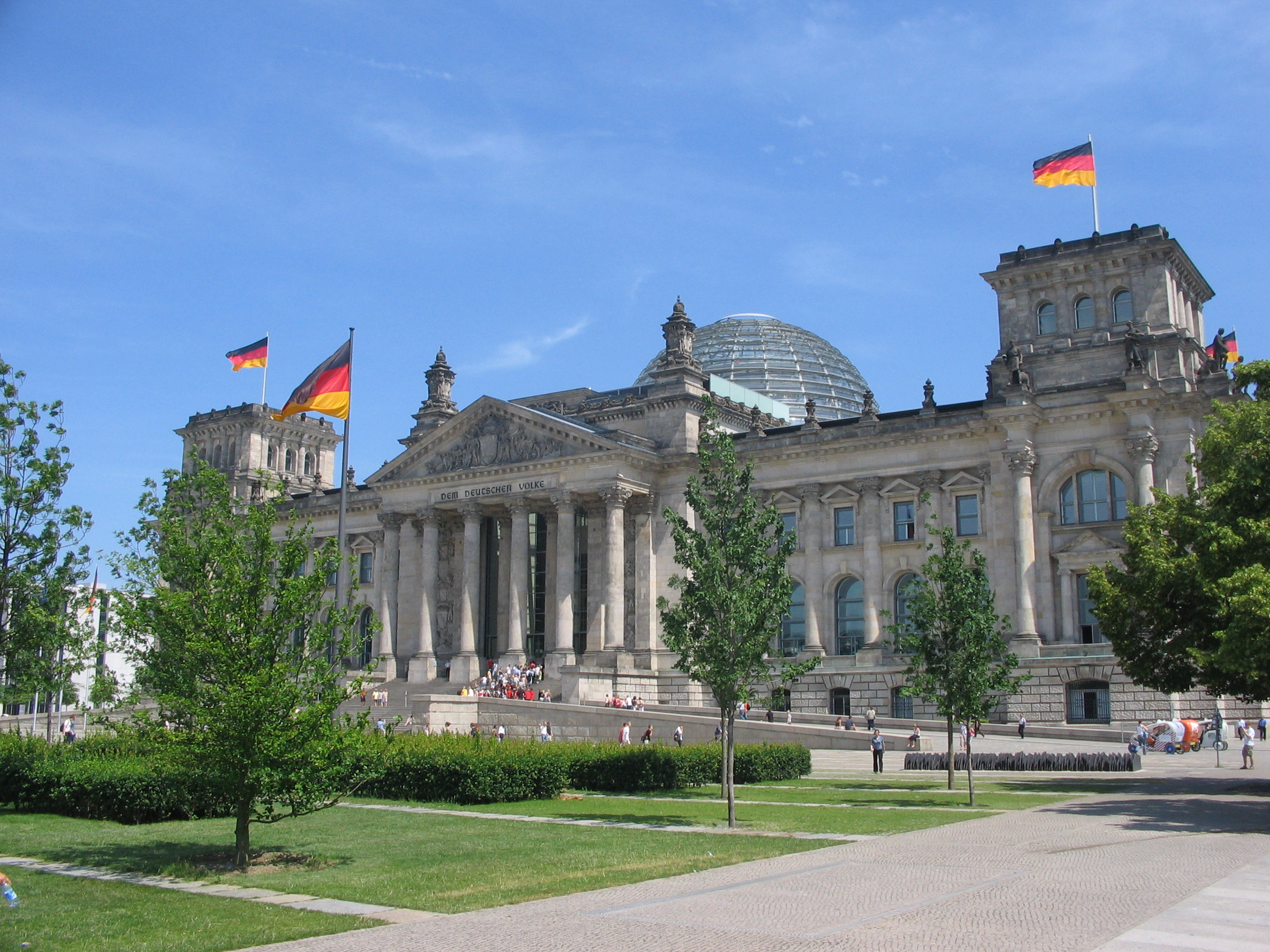
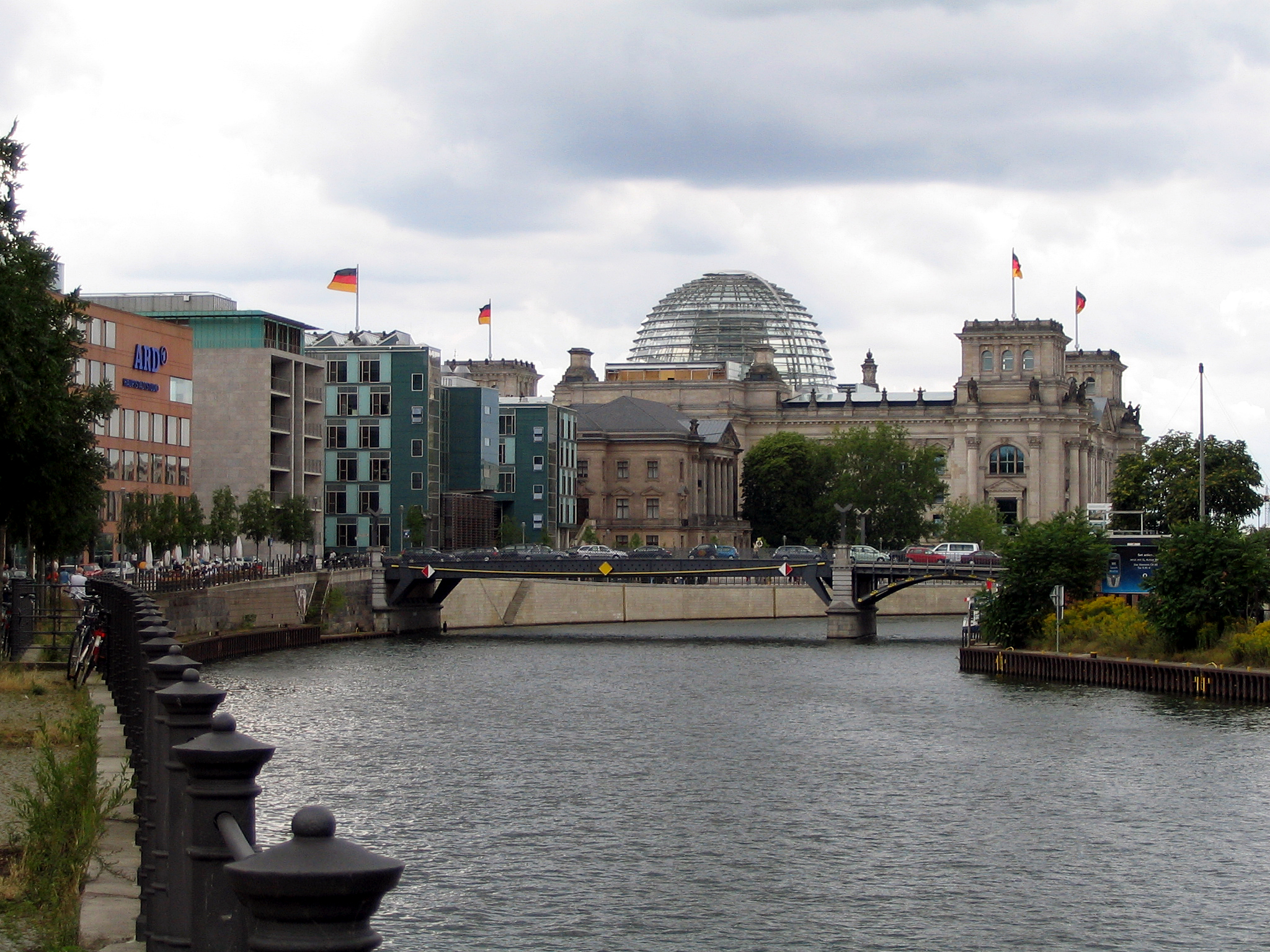
シュプレー川から
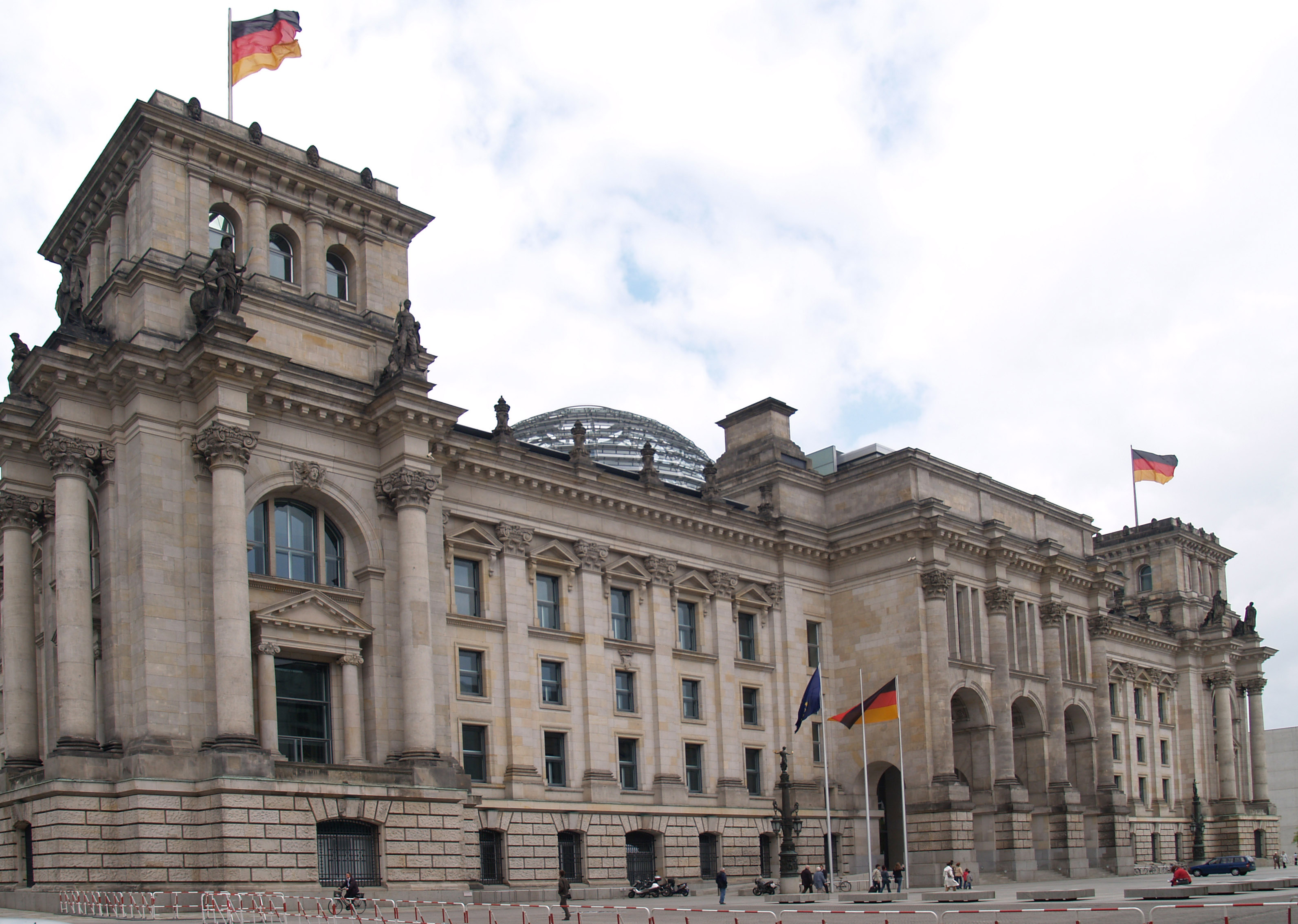
東側
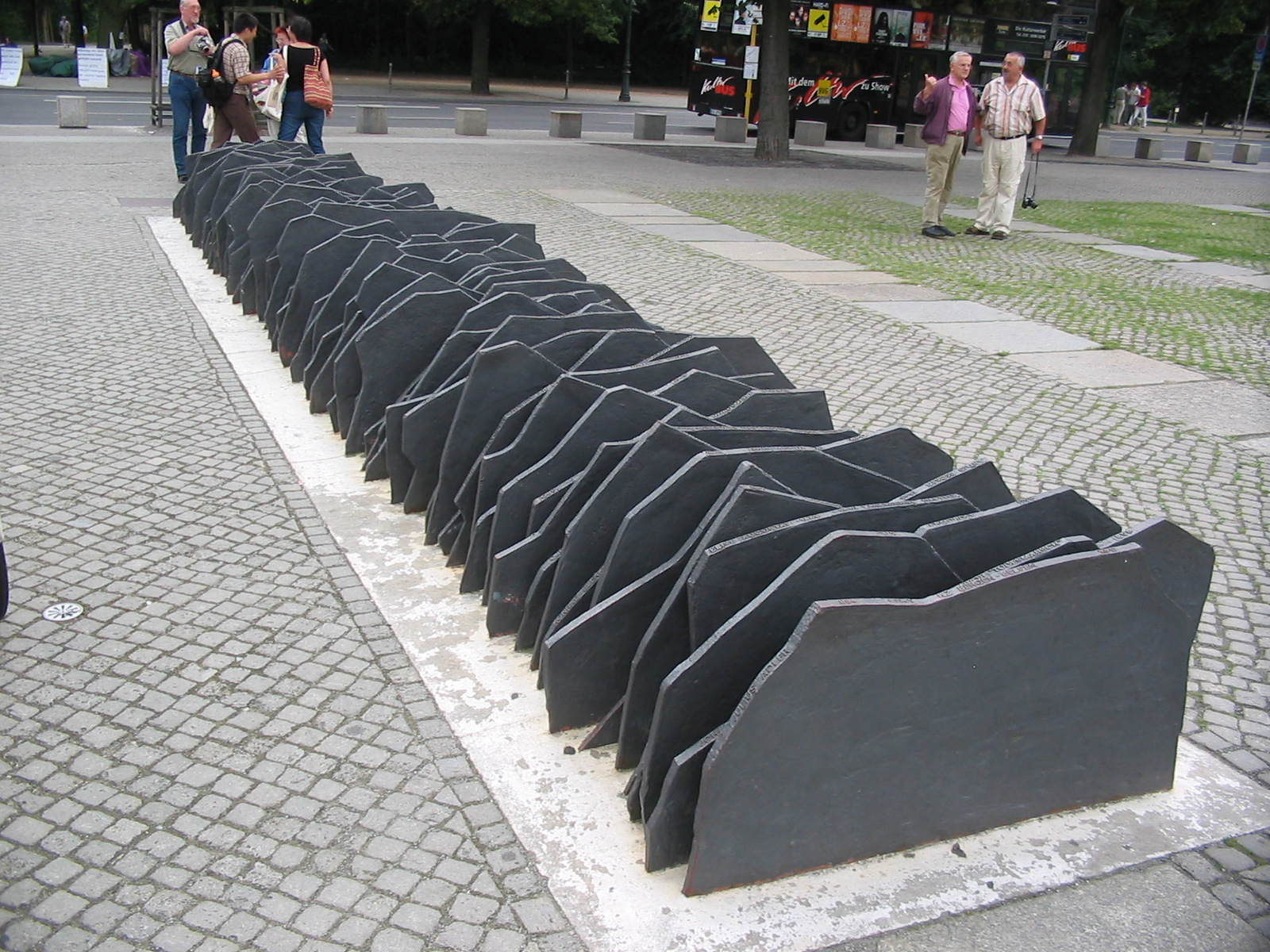
ナチスの犠牲になった96人の議員を記念するパブリックアート
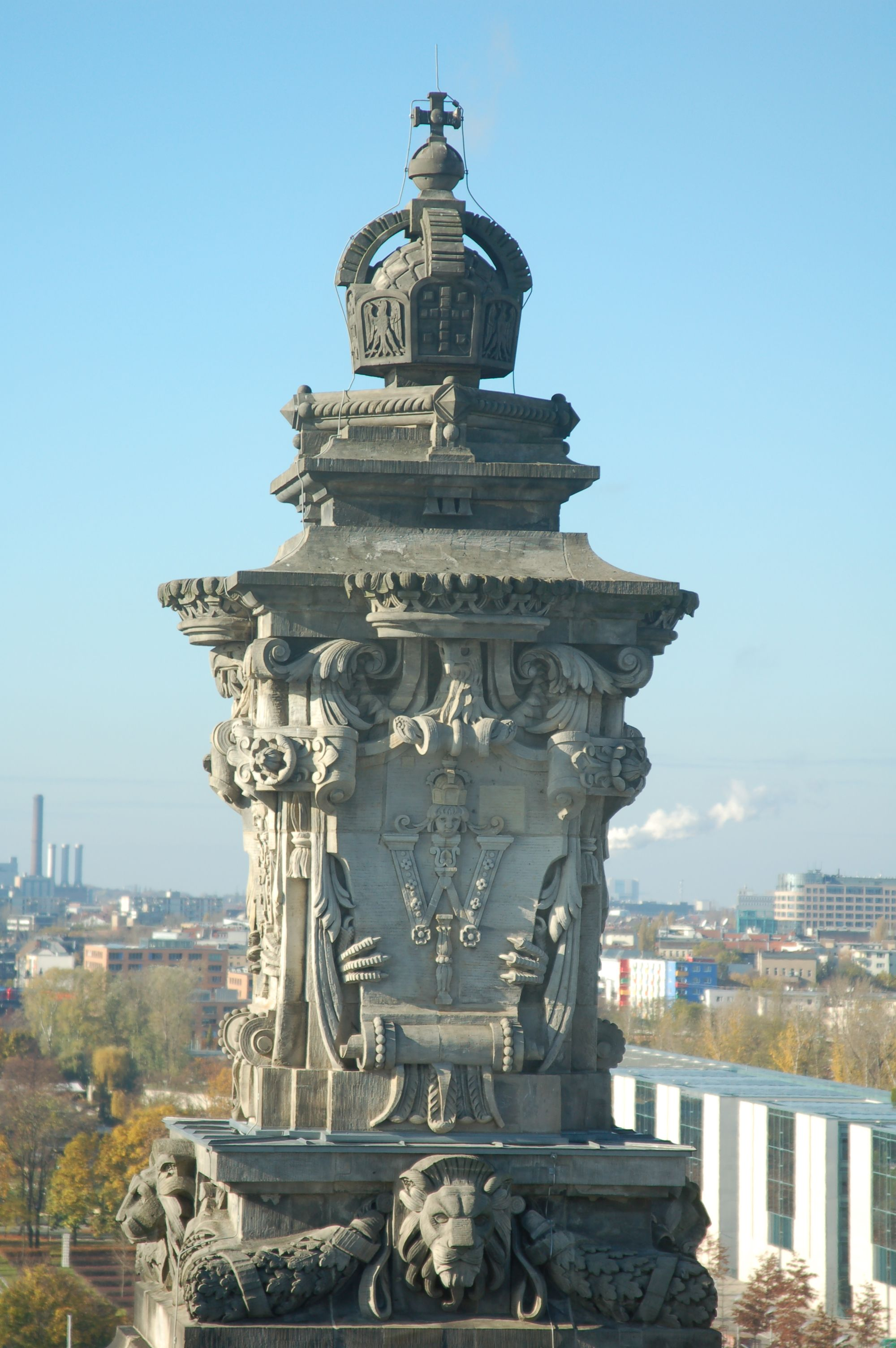
インペリアル・クラウン
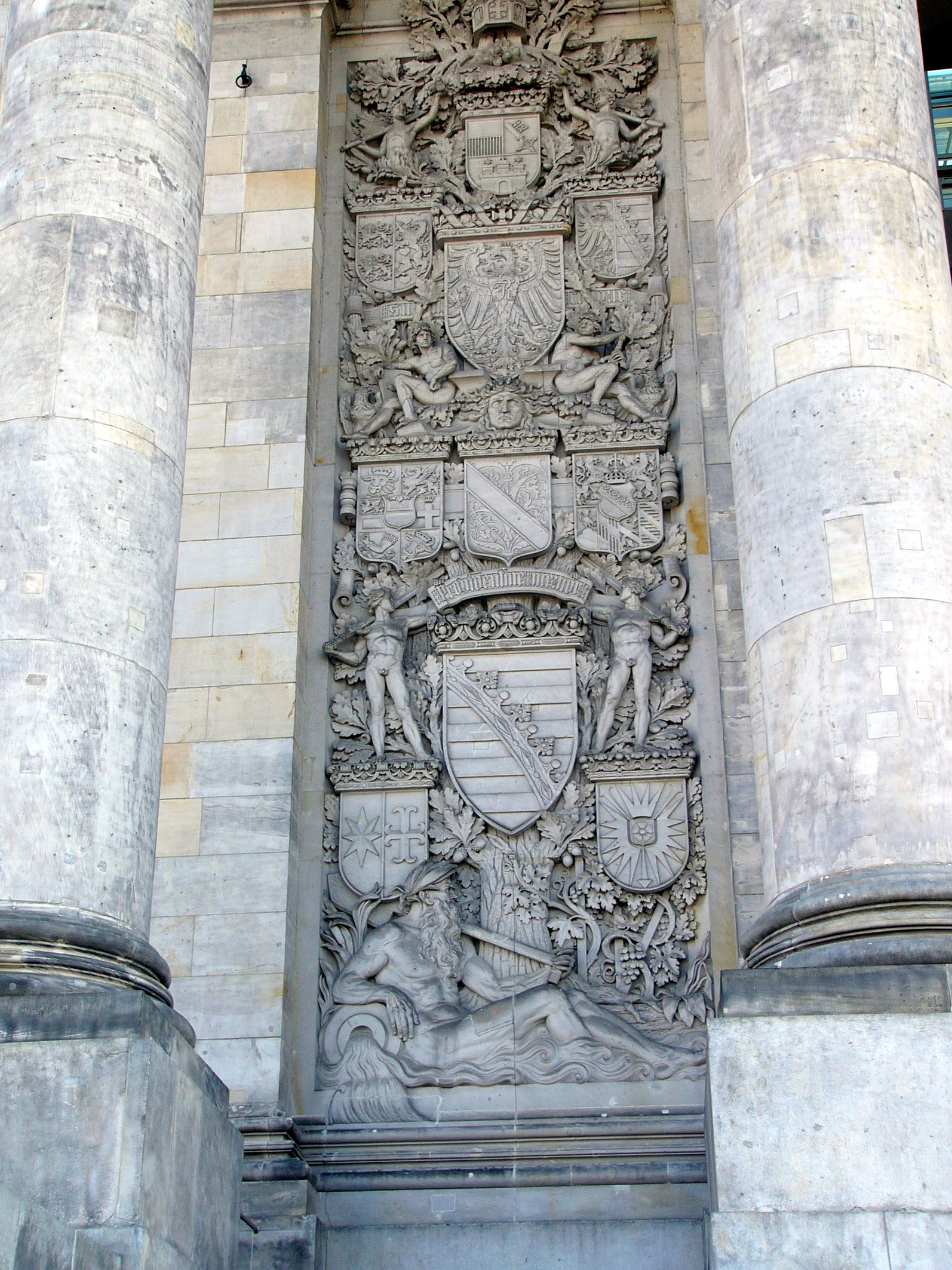
正面入り口右側の浮き彫り

### 内部

現代美術作品のあしらわれた議員用礼拝堂
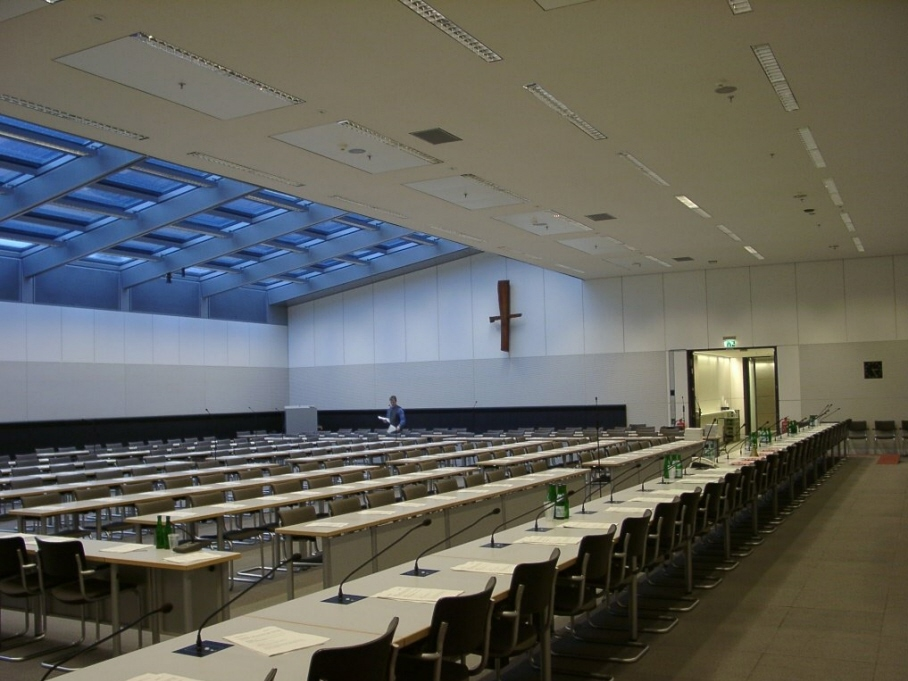
政党別の議員集会室（CDU/CSU）
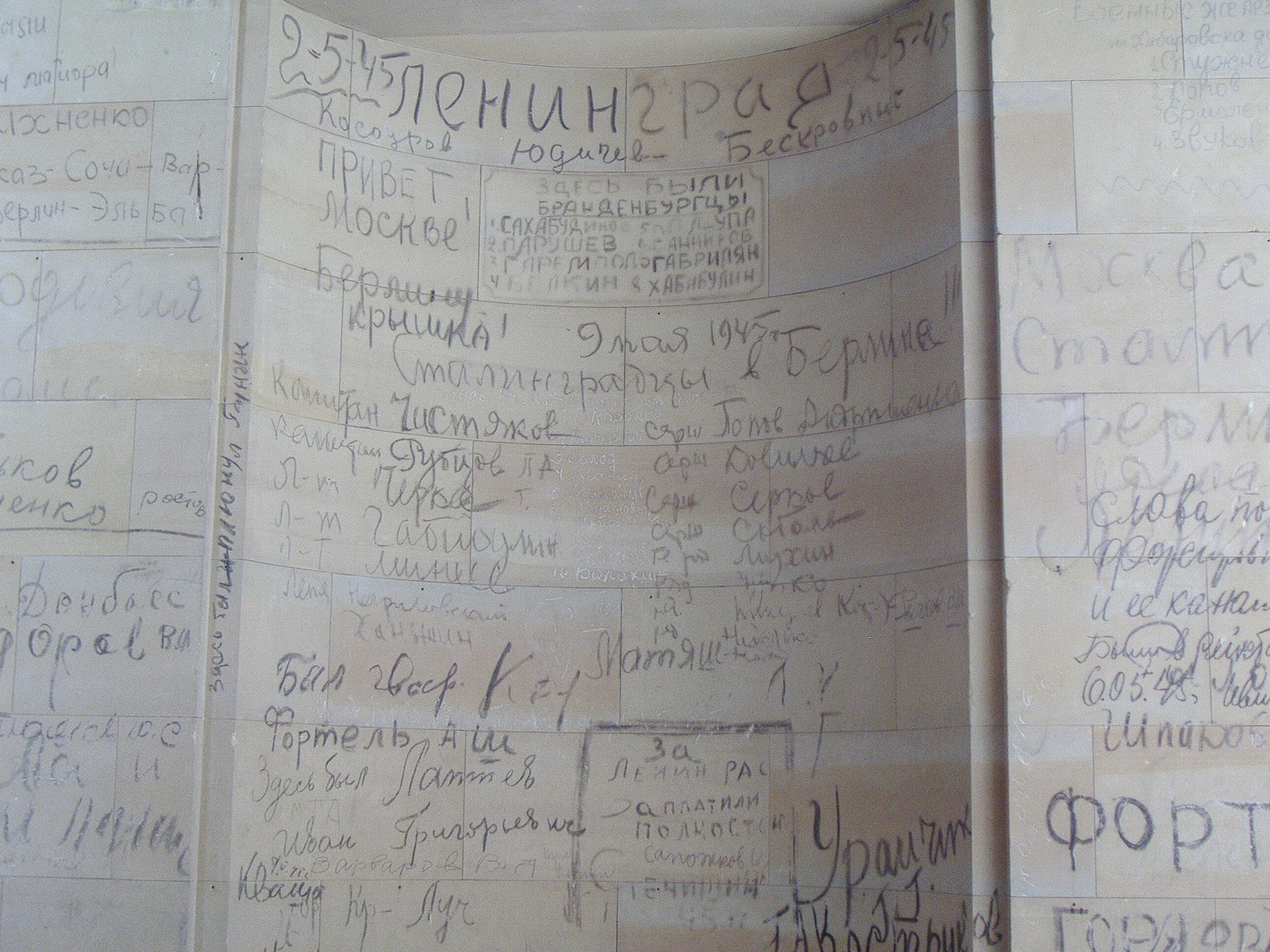
ソ連兵の落書き
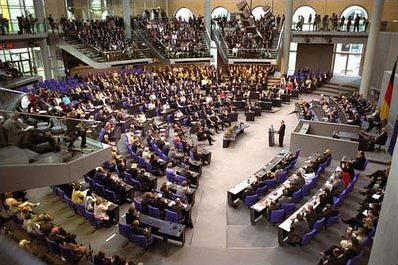
アメリカ大統領の訪問

### 屋上ドーム
- 夜間、光を放つ屋上ドーム

### 過去

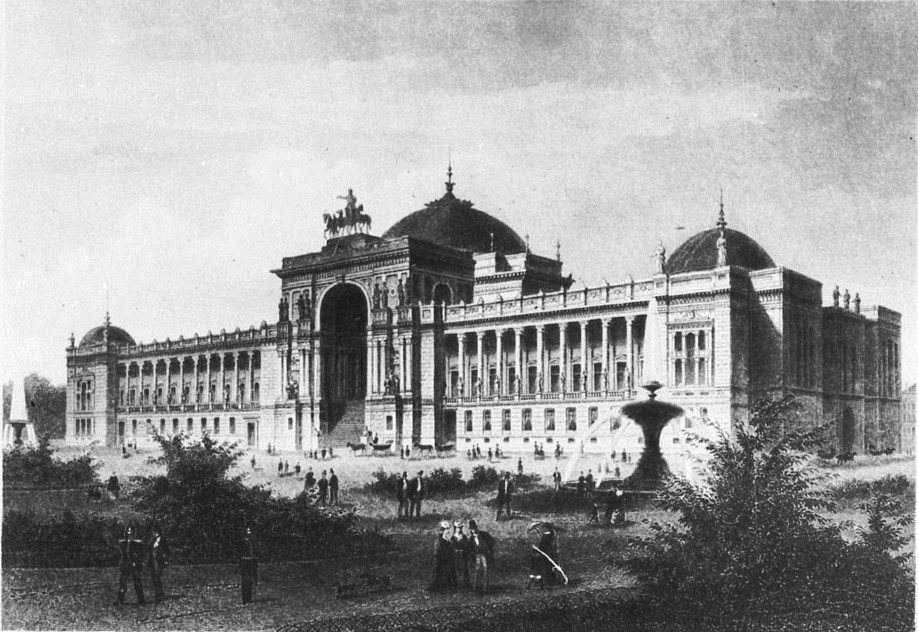
1872年のコンペで優勝したルートヴィヒ・ボーンステット（Ludwig Bohnstedt）の案
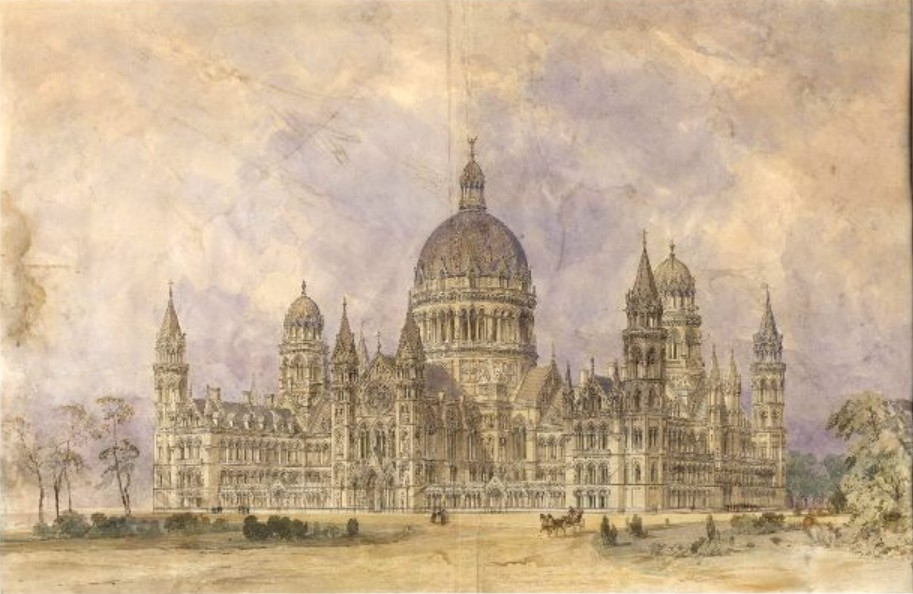
1872年のコンペに出たジョージ・ギルバート・スコットの案
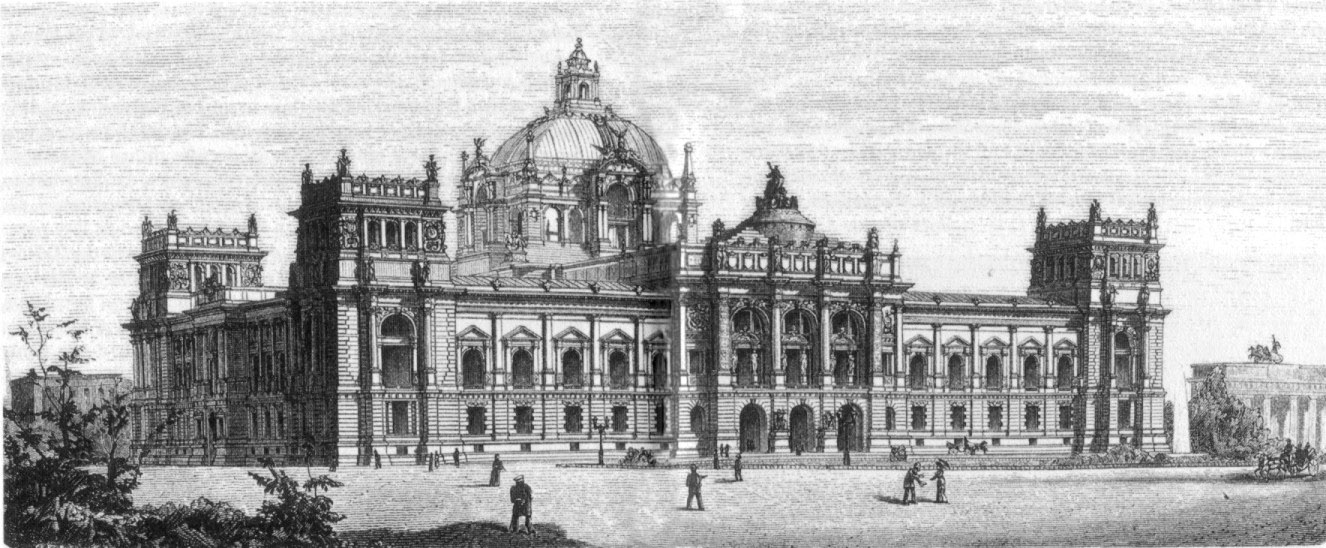
パウル・ヴァロット当初案（1882年）
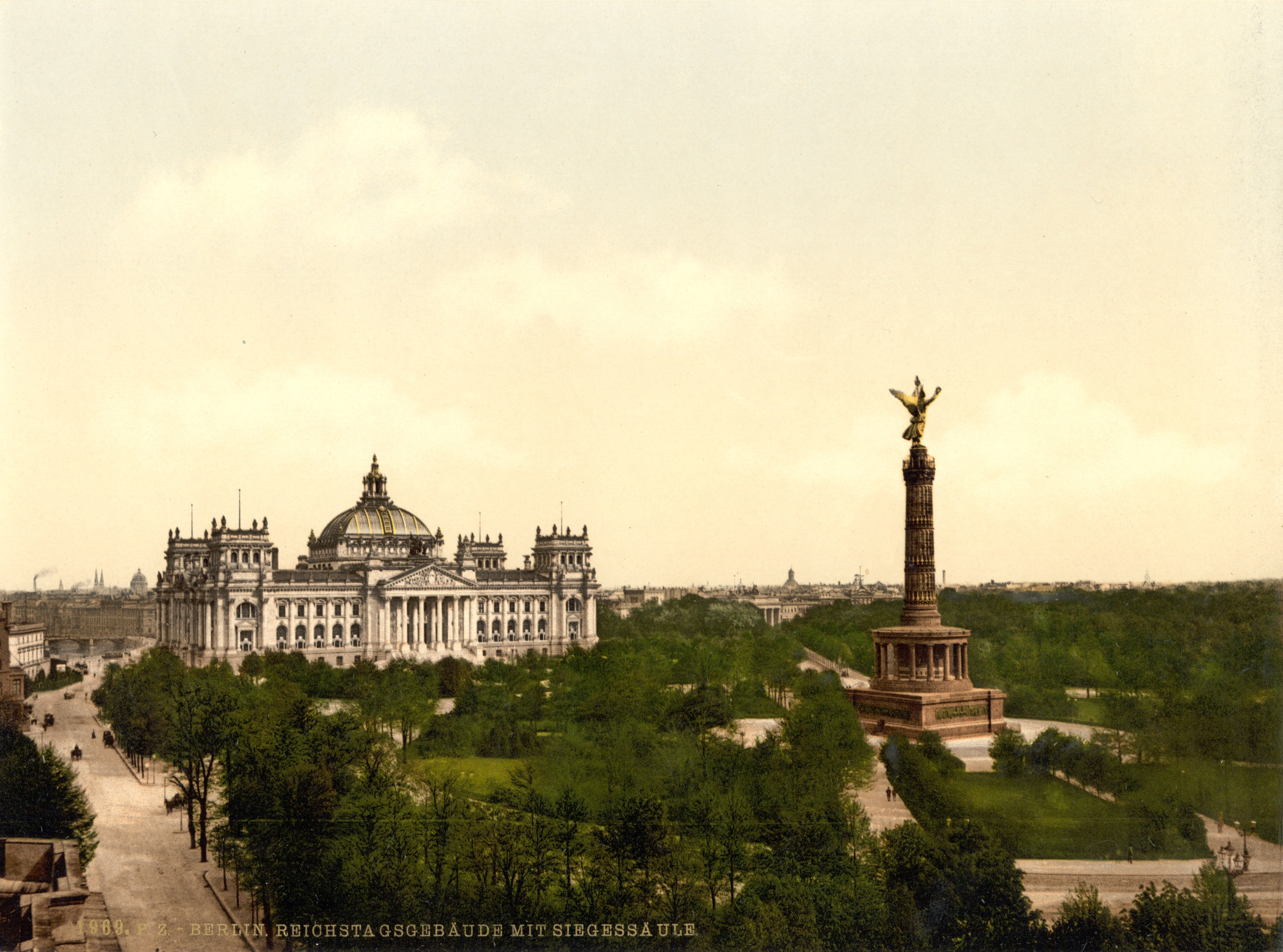
1900年ごろの戦勝記念塔と議事堂、ナチスのベルリン改造前は塔はここにあった
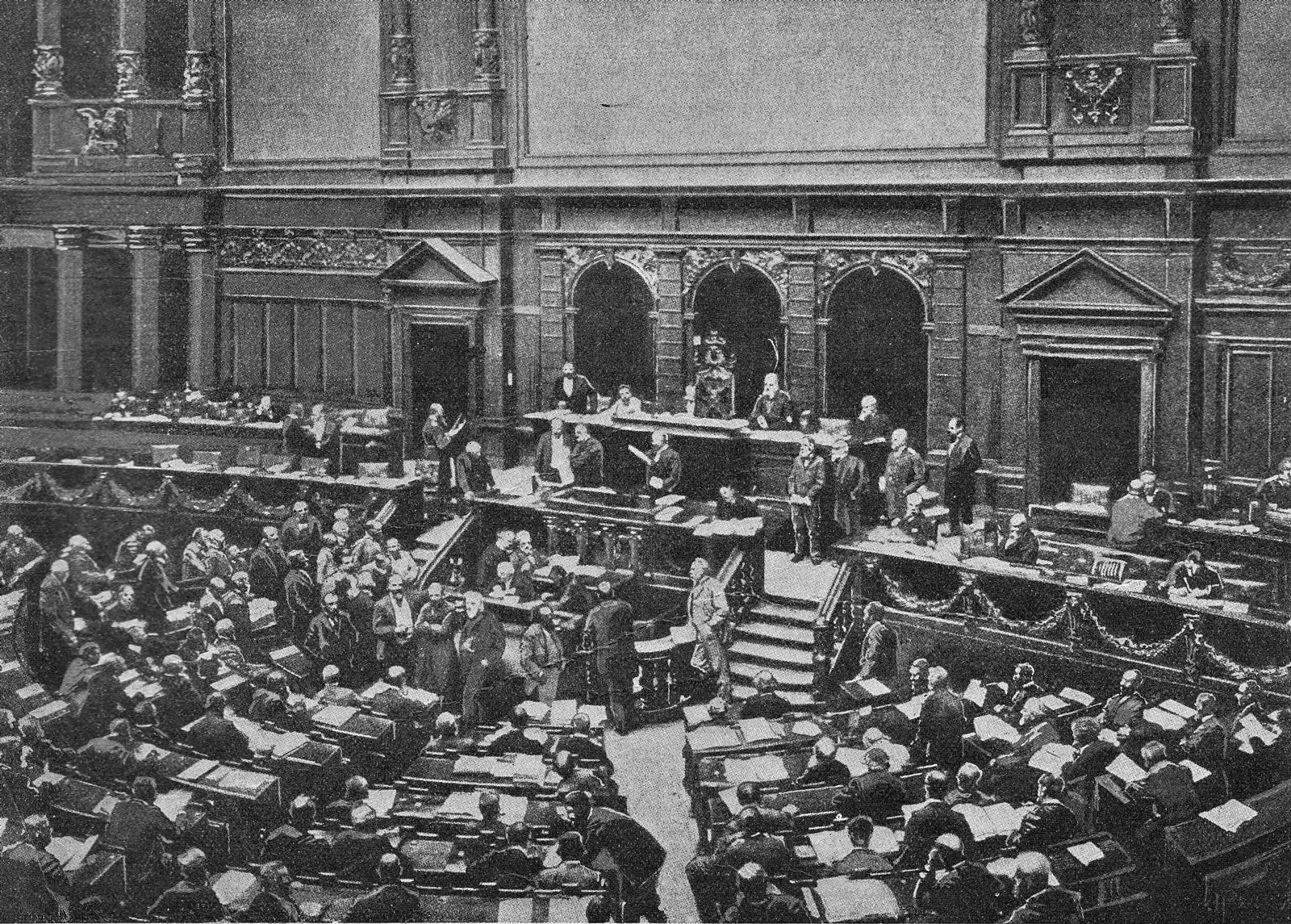
1906年の議場
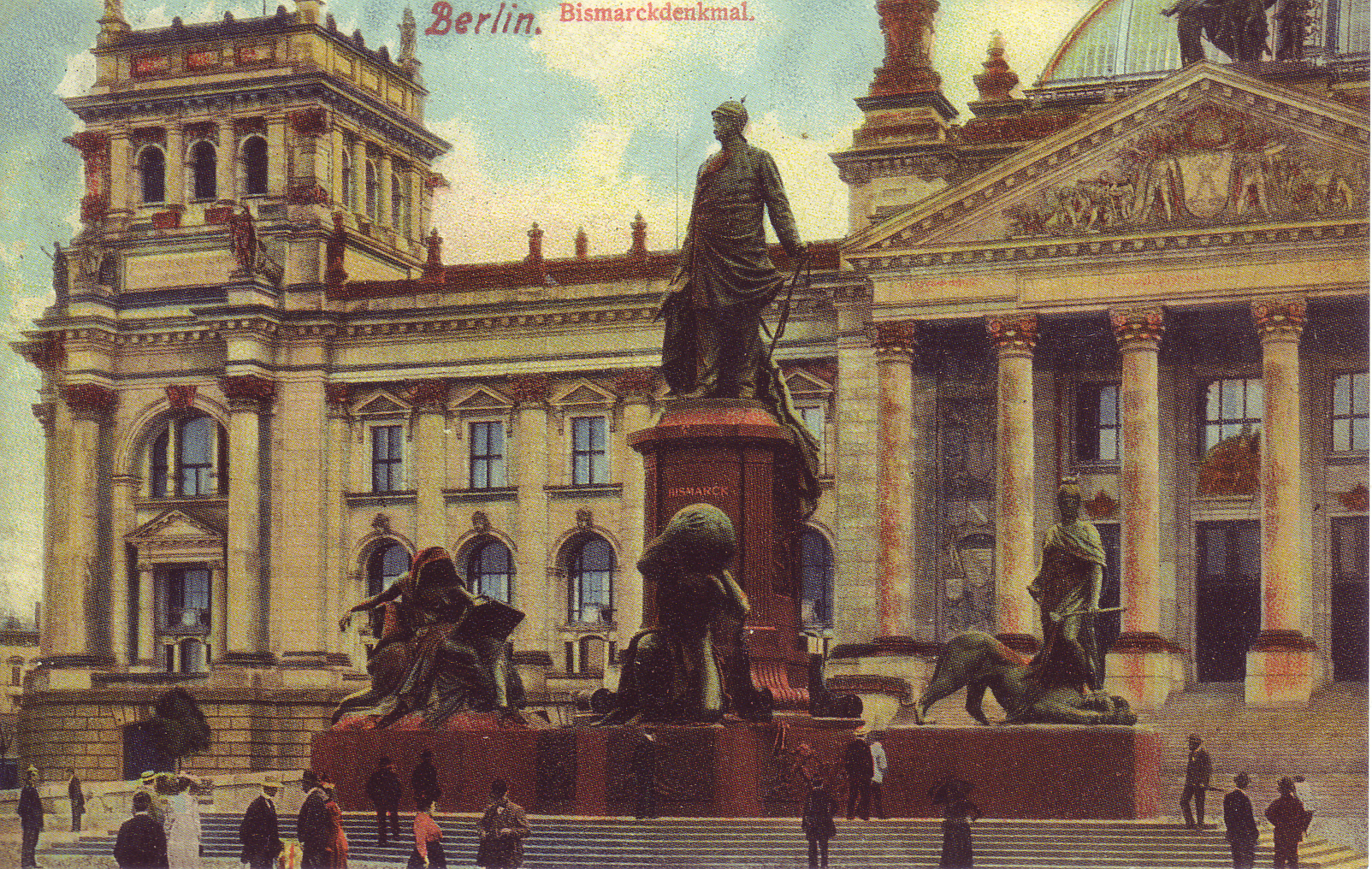
国会前にあったビスマルク記念像と噴水
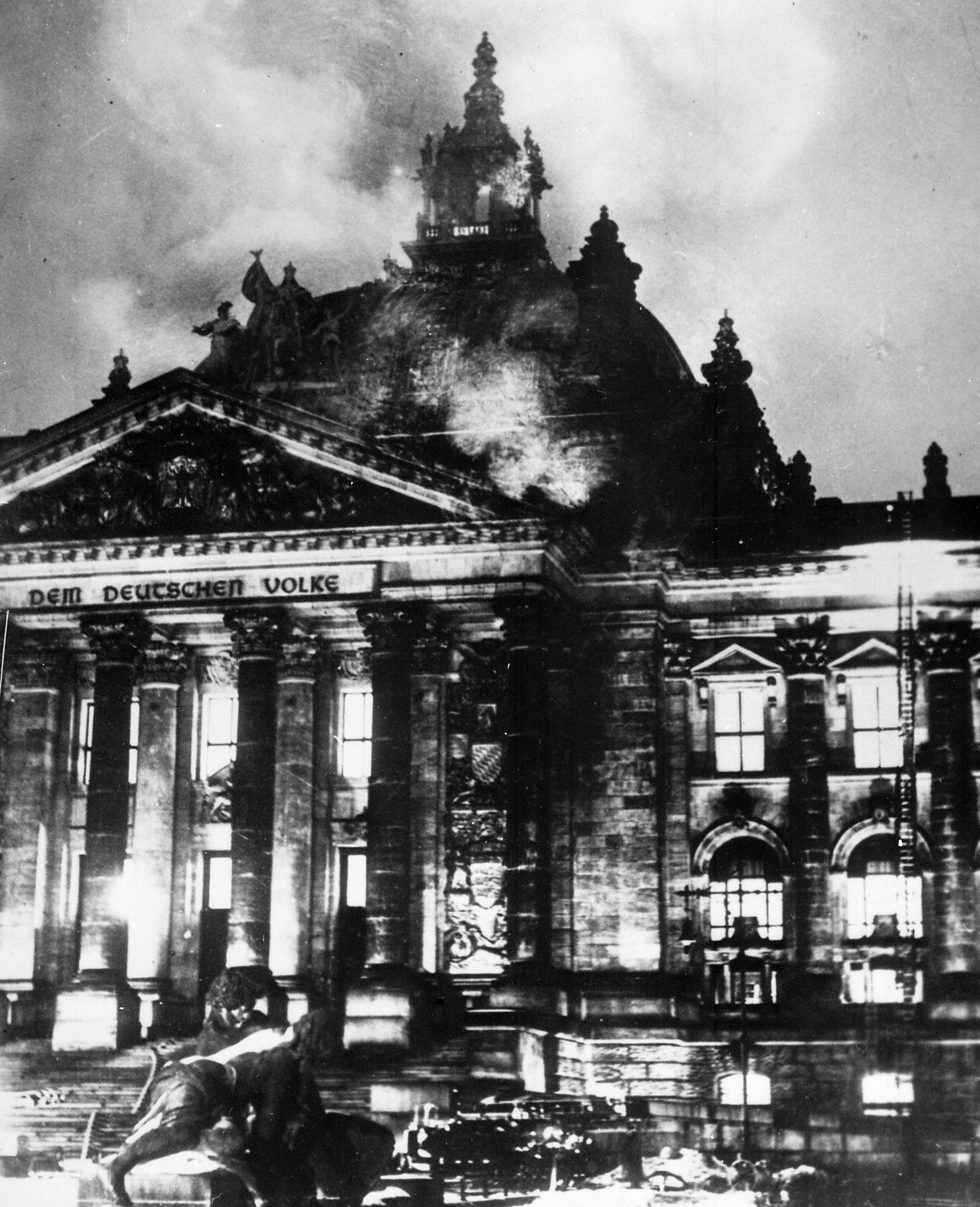
炎上する国会議事堂(1933年)
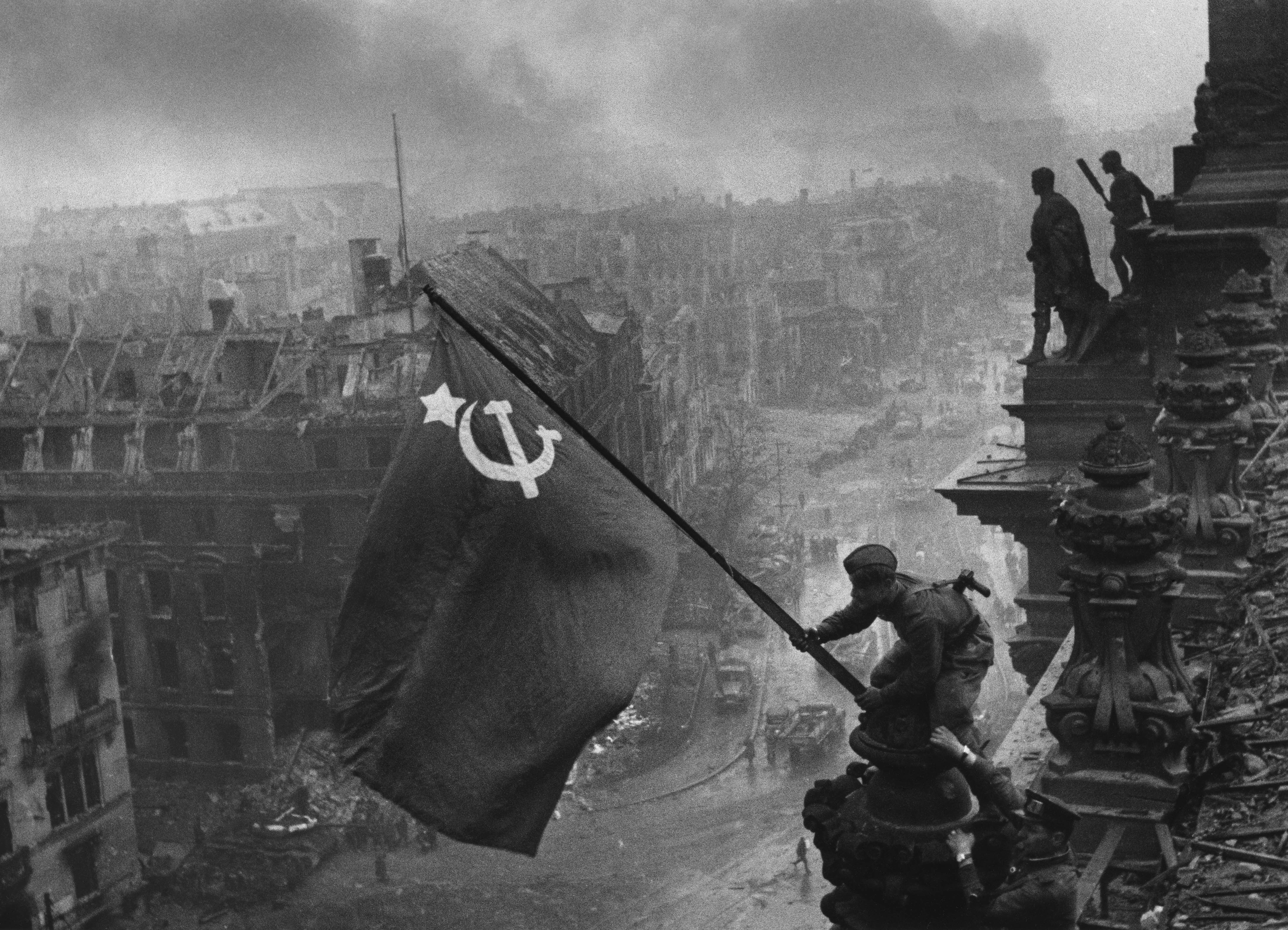
ライヒスタークの赤旗(1945年)
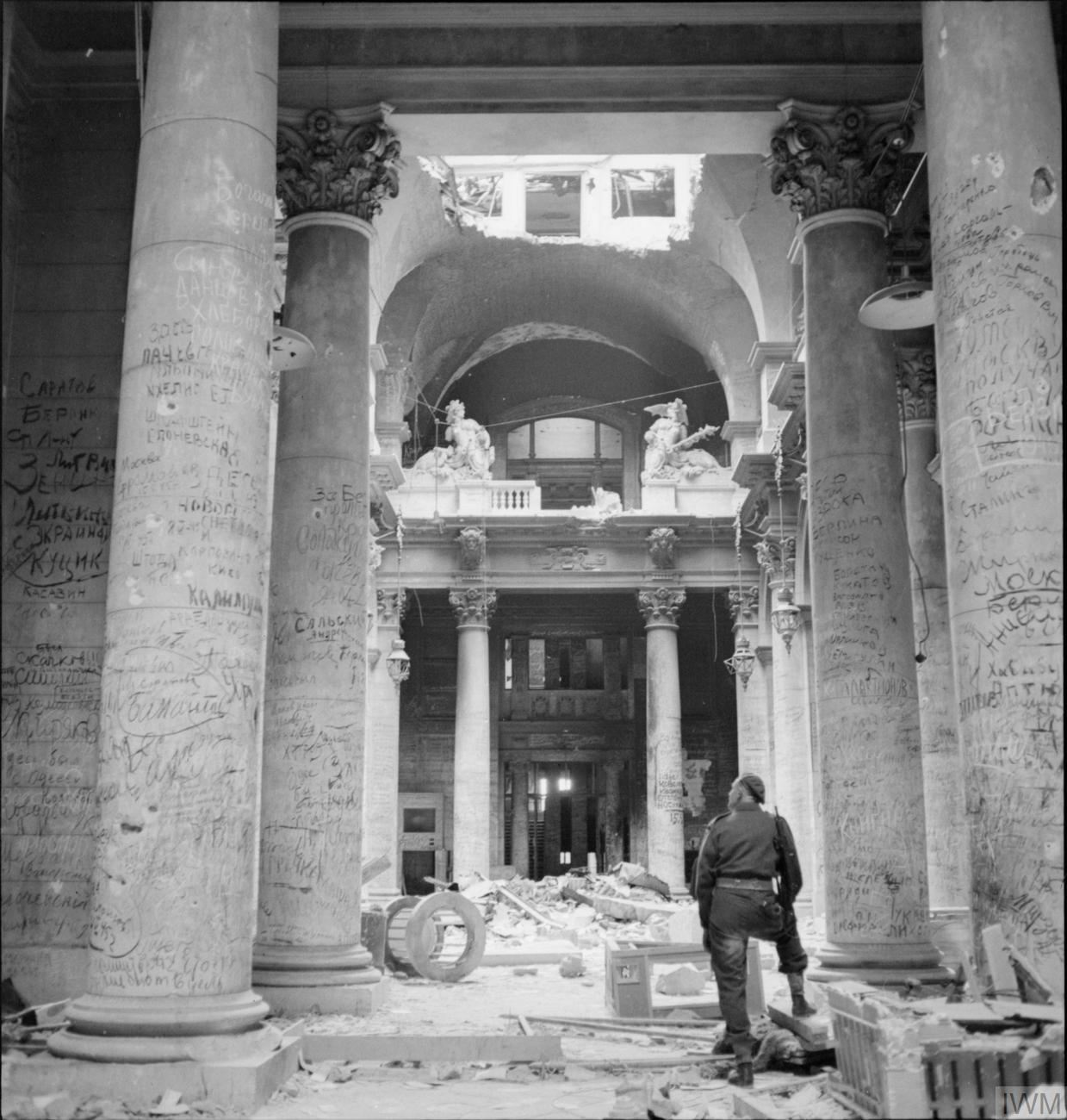
ソ連兵の落書きだらけの内部(1945年)
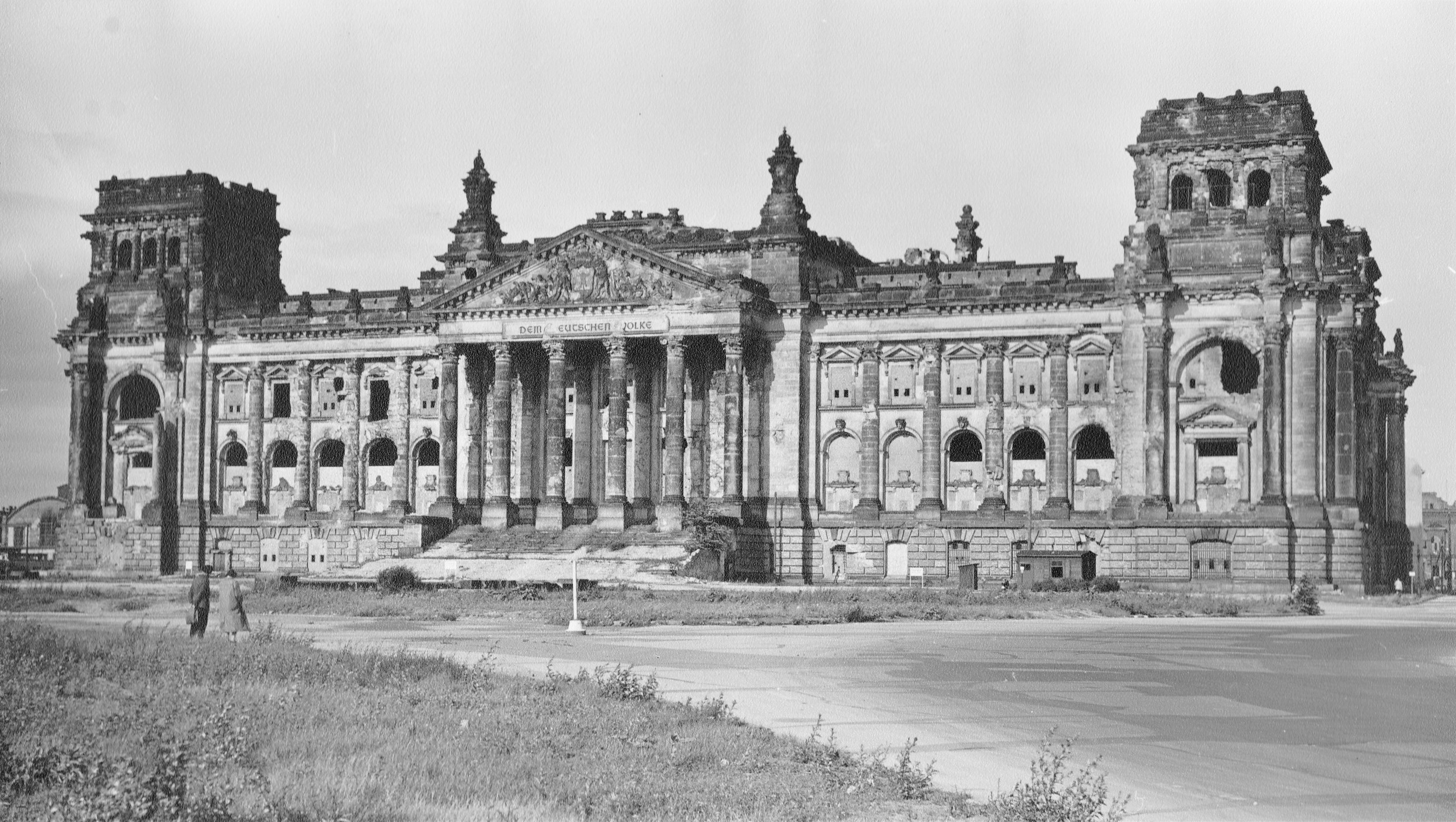
国会議事堂の廃墟（1952年）
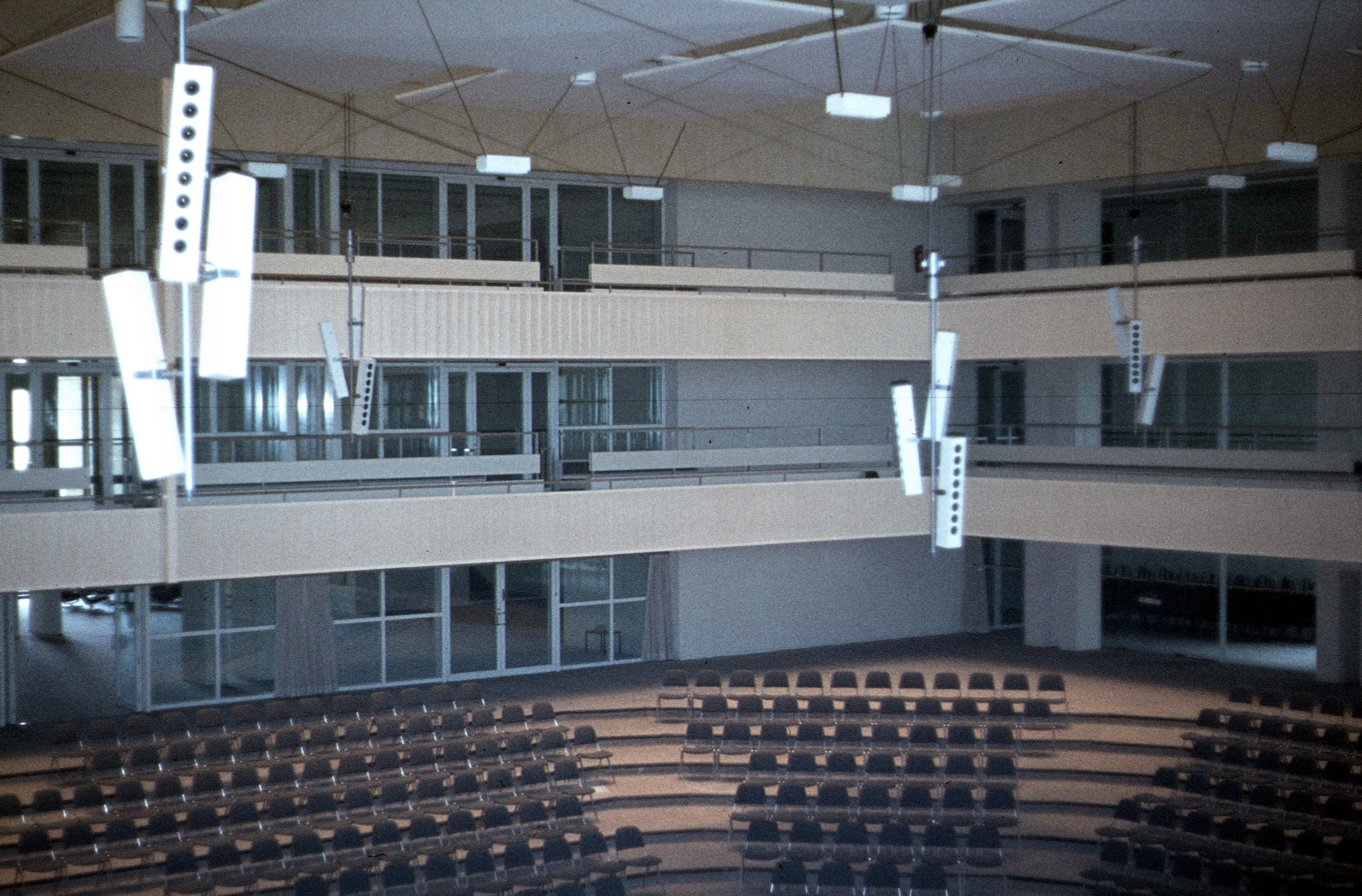
修復された国会議事堂内部に設けられた会議場（1974年）
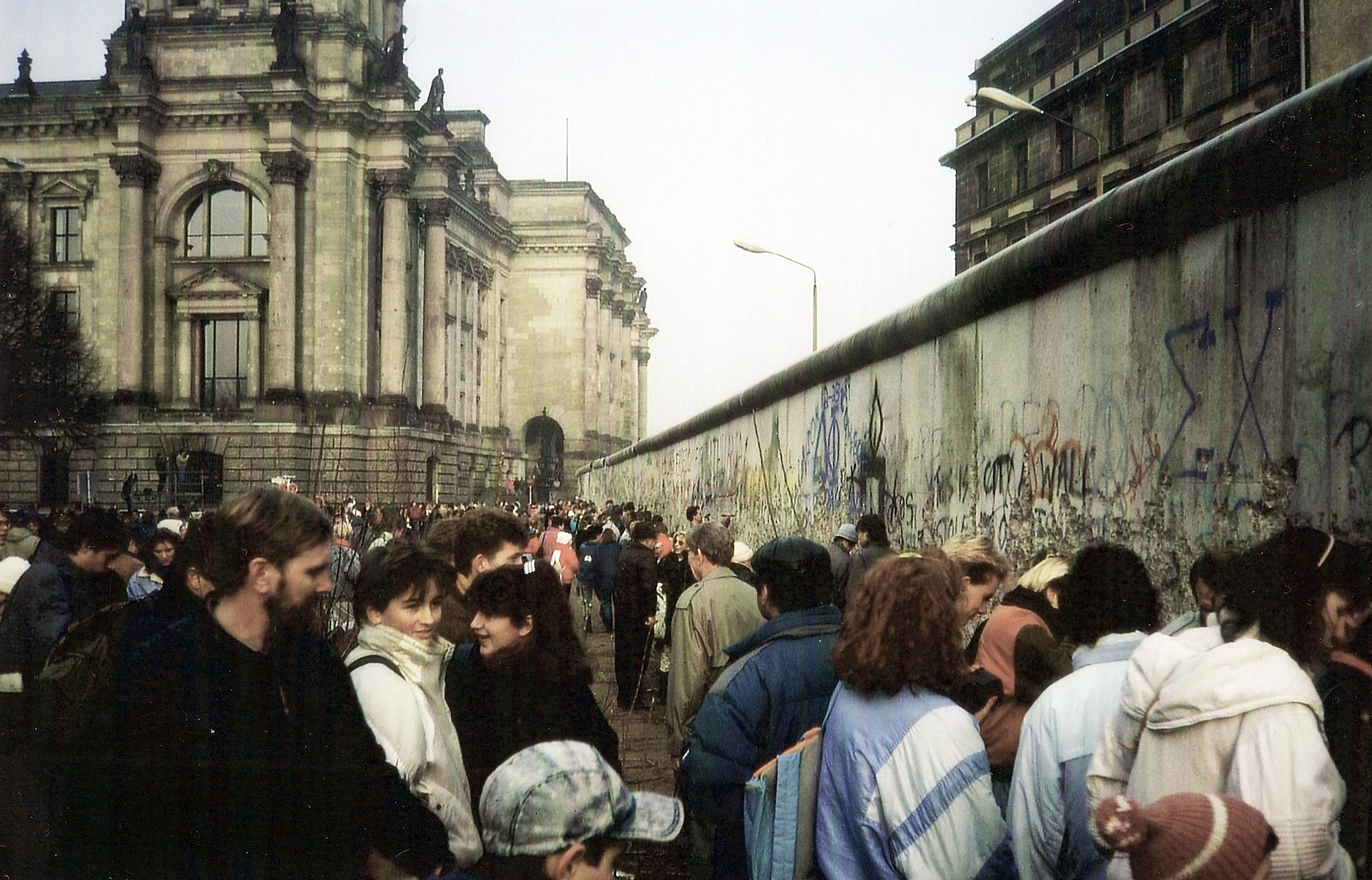
ベルリンの壁崩壊後、壁の周囲に集まる人々（1989年暮れ）
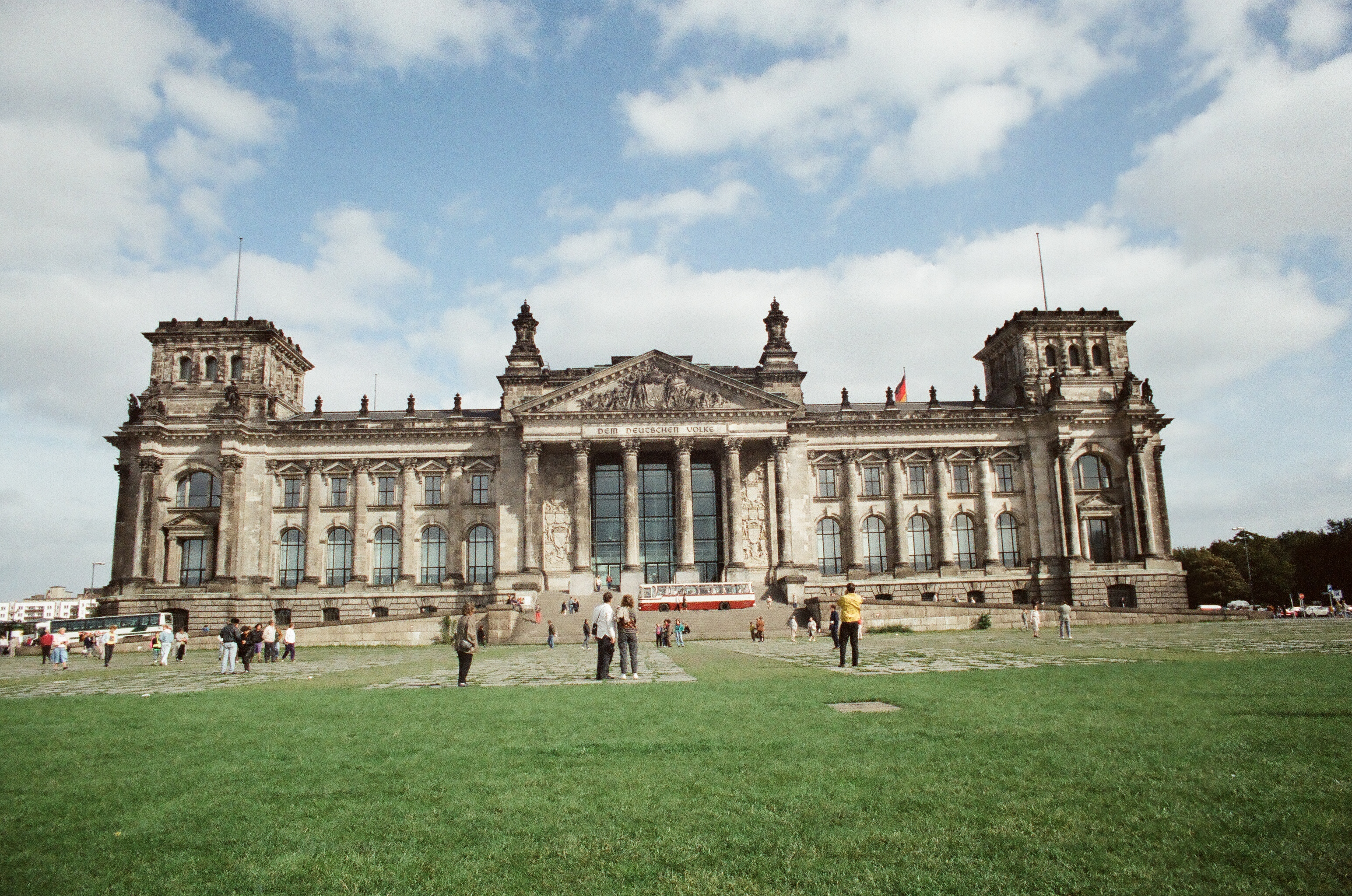
1990年の議事堂周辺
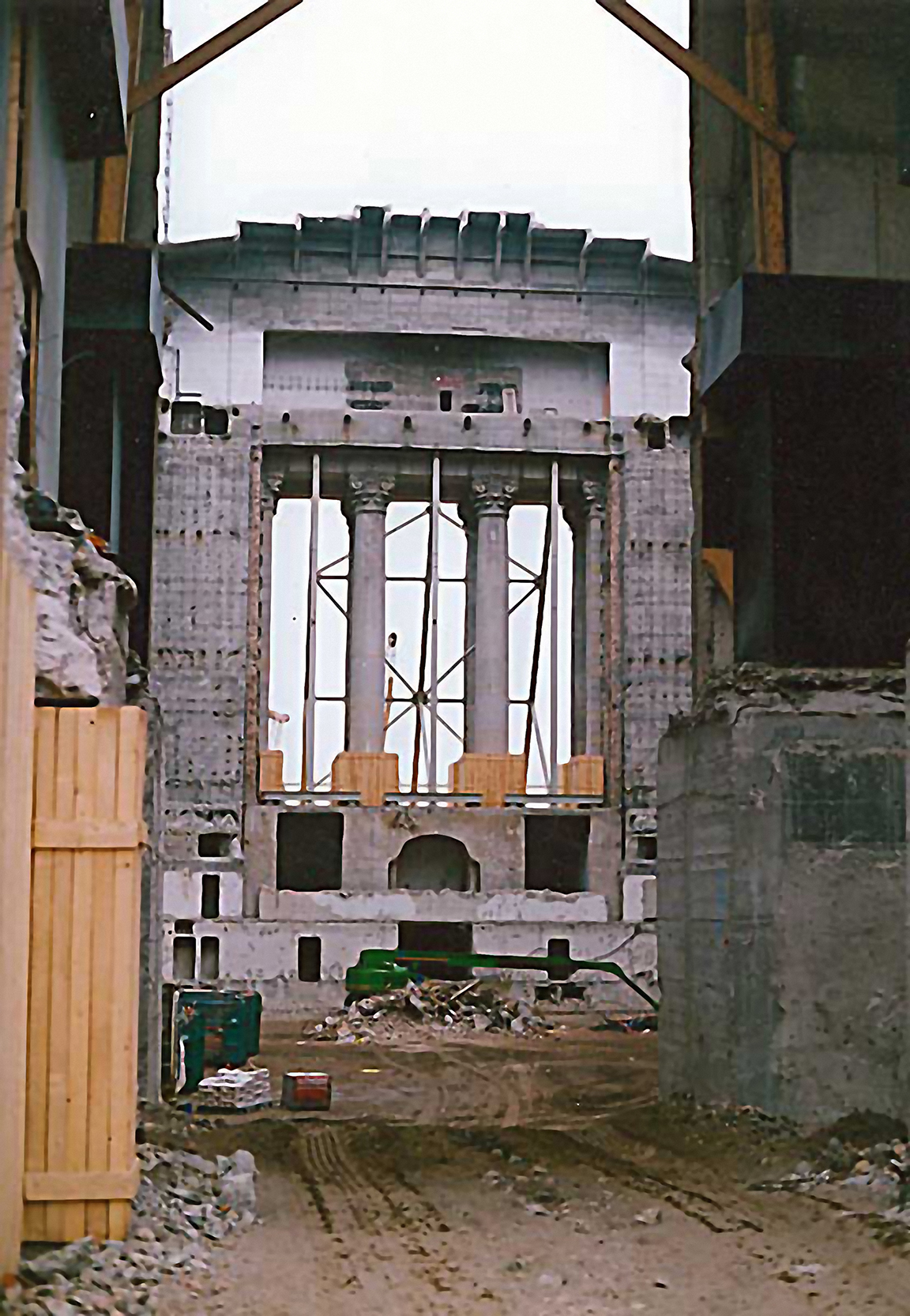
1995年、現在の建物になる際の建設風景
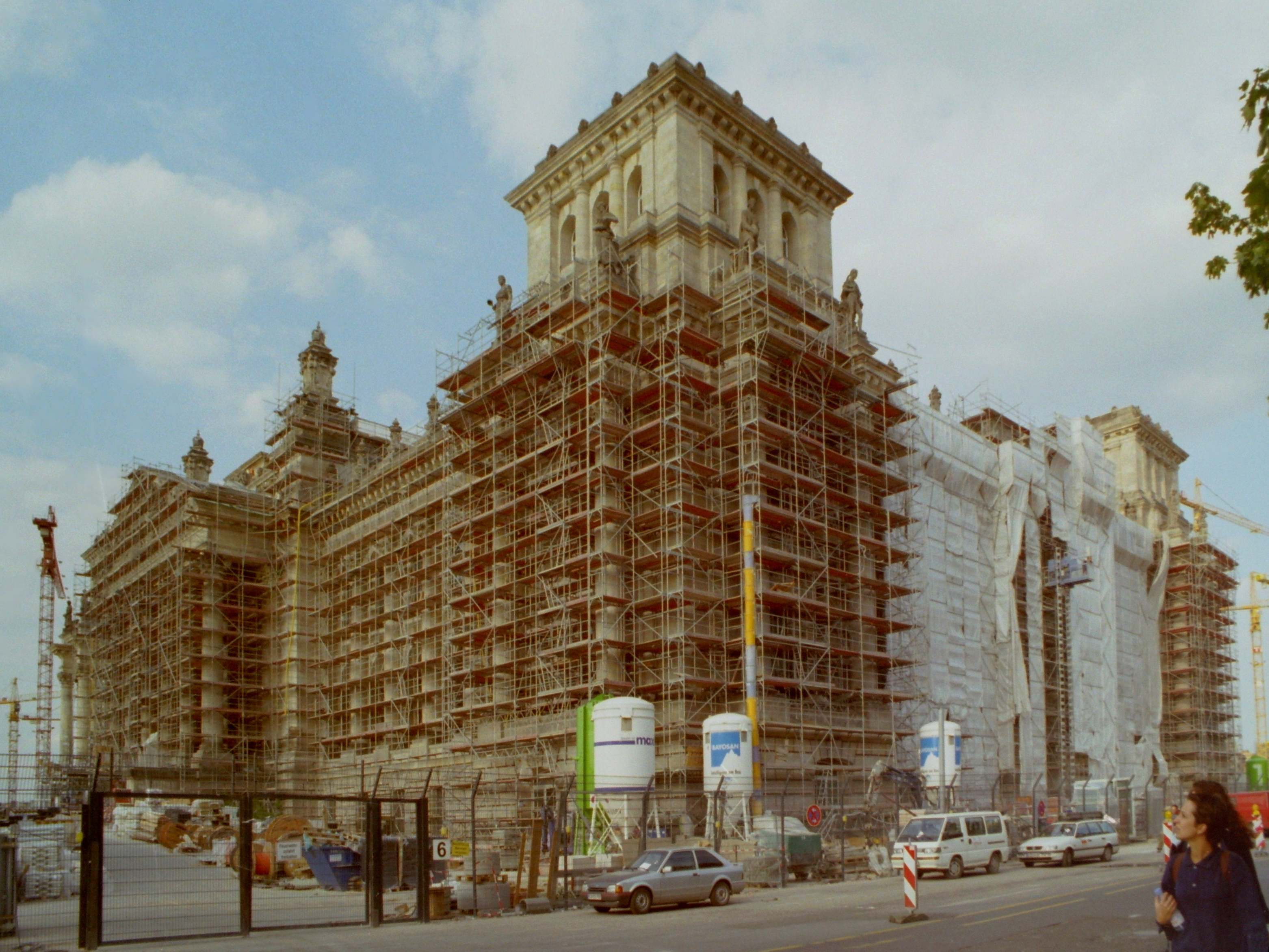
1998年の工事風景